# Богор

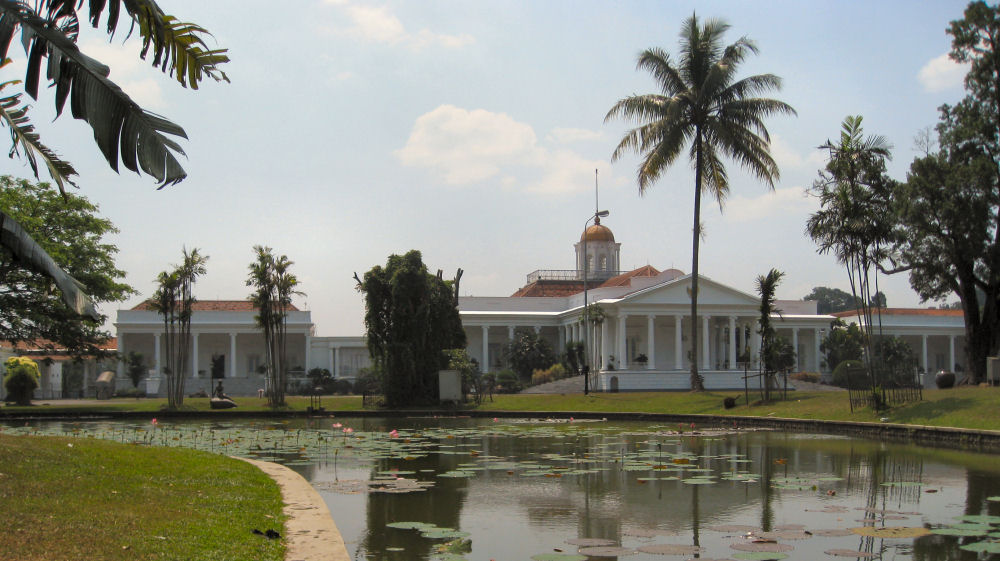
Центр Богора: вид на летний президентский дворец

Бого́р, Бо́гор (индон. Bogor) — город в Индонезии, на острове Ява, в провинции Западная Ява. Территория города выделена в самостоятельную административную единицу — муниципалитет (ко́та). Население — более 949 тысяч человек (по состоянию на июнь 2010 года), площадь — 118,5 км².
Расположен в северо-западной части провинции в 60 километрах к югу от столицы страны Джакарты. Важный экономический, инфраструктурный, научный, культурный и туристический центр, горноклиматический курорт.
В Средние века назывался Паку́ан-Паджаджа́ран (индон. Pakuan Pajajaran), был столицей королевства Сунда. В период голландской колонизации Индонезии носил название Бе́йтензо́рг (нидерл. Buitenzorg), служил летней резиденцией генерал-губернатора Нидерландской Ост-Индии. Выполнял функции административного центра Нидерландской Ост-Индии во время её пребывания под британским контролем в начале XIX века.
В настоящее время — местоположение летней резиденции индонезийских президентов. В городе находится один из старейших и крупнейших в мире ботанических садов — Богорский ботанический сад (индон. Kebun Raya Bogor), а также штаб-квартира Центра международных исследований лесов.

## История

### Доколониальный период

Королевство Сунда со столицей в Пакуане

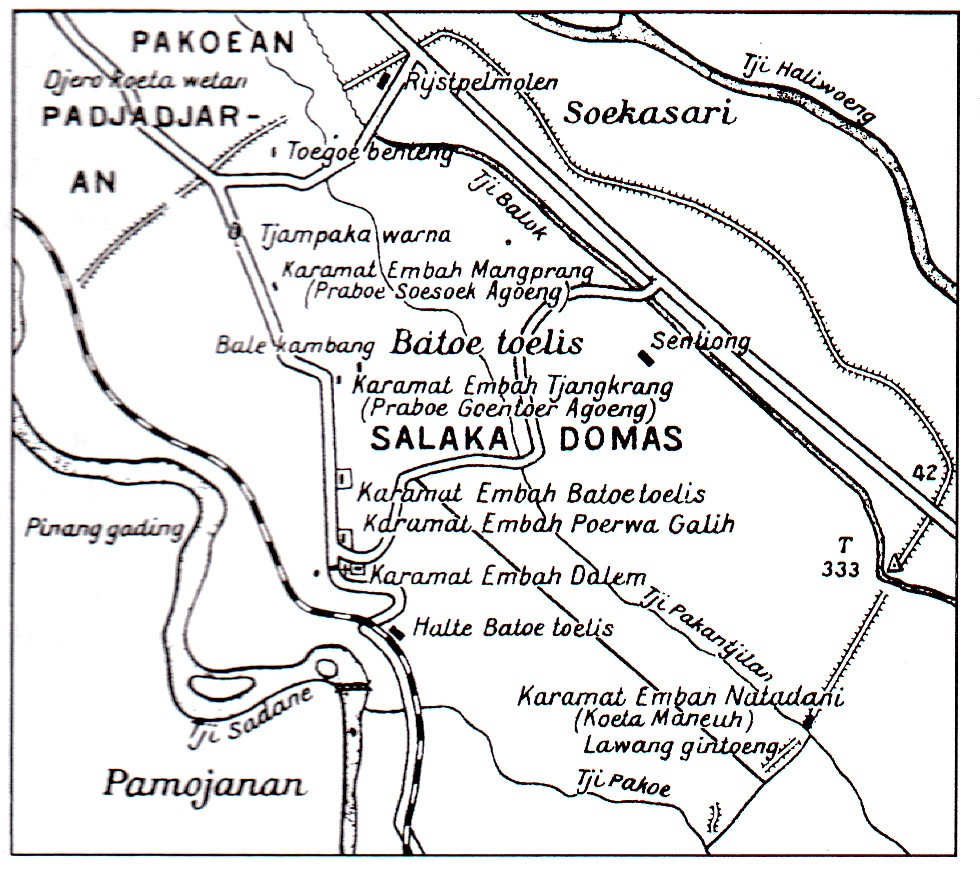
Нидерландская карта, накладывающая очертания Пакуана на изображение основных географических объектов Бейтензорга XIX — начала XX века.

Первые сведения о существовании населённого пункта на месте Богора относятся к середине V века, когда эта территория входила в состав индуистского княжества Таруманага́ра (индон. Tarumanagara), одного из первых государственных образований на территории современной Индонезии.
Когда в 669 году на остатках территории Таруманагары, потерпевшей ряд военных поражений от соседней Шривиджа́и (индон. Sriwijaya), было создано королевство Сунда, в черте нынешнего Богора, между небольших речек Чиливу́нг (индон. Ciliwung) и Чисада́не (индон. Cisadane) была основана его столица — город Паку́ан-Паджаджа́ран (индон. Pakuan Pajajaran), ставший прообразом современного Богора.

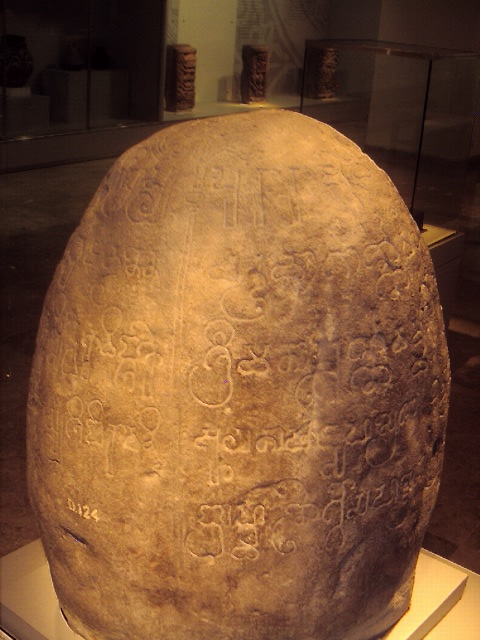
Прасасти периода государства Таруманегара

В течение нескольких столетий Пакуан-Паджаджаран превратился в один из крупнейших городов средневековой Индонезии — его население, по свидетельству индонезийских исследователей, доходило до 48 тысяч человек. Название «Паджаджаран» фактически распространилось на всё государство — так, в индонезийской, российской и старой западной историографии королевство Сунда фигурирует чаще именно как государство Паджаджаран. В то же время сама столица нередко называется просто «Пакуан».
Важнейшими источниками информации по истории города в этот период являются праса́сти (индон. prasasti) — каменные стелы и таблицы с надписями на санскрите, служившем в Таруманегаре и королевстве Сунда языком богослужения и официальных летописей. Многочисленные прасасти, обнаруженные в Богоре и его окрестностях, заметно отличаются по форме и особенностям текстовой информации от других аналогичных археологических памятников Индонезии и относятся к числу главных достопримечательностей города.
В IX—XV веках столица периодически переносилась из Пакуана в другие города королевства, и датой основания Богора считается 3 июня 1482 года, день возвращения столицы в Пакуан правителем Сунды Силива́нги (индон. Siliwangi) и одновременно коронации Силиванги — с 1973 года эта дата отмечается в Богоре как официальный городской праздник.
В 1579 году Пакуан был захвачен и практически полностью разрушен войсками султаната Банта́м, что положило конец существованию государства Сунда.
В течение короткого времени разорённый город был покинут оставшимися в живых жителями, и на протяжении последующих десятилетий местность, оставаясь практически необитаемой, зарастала джунглями.

### Колониальный период

#### Под властью Нидерландской Ост-Индской компании

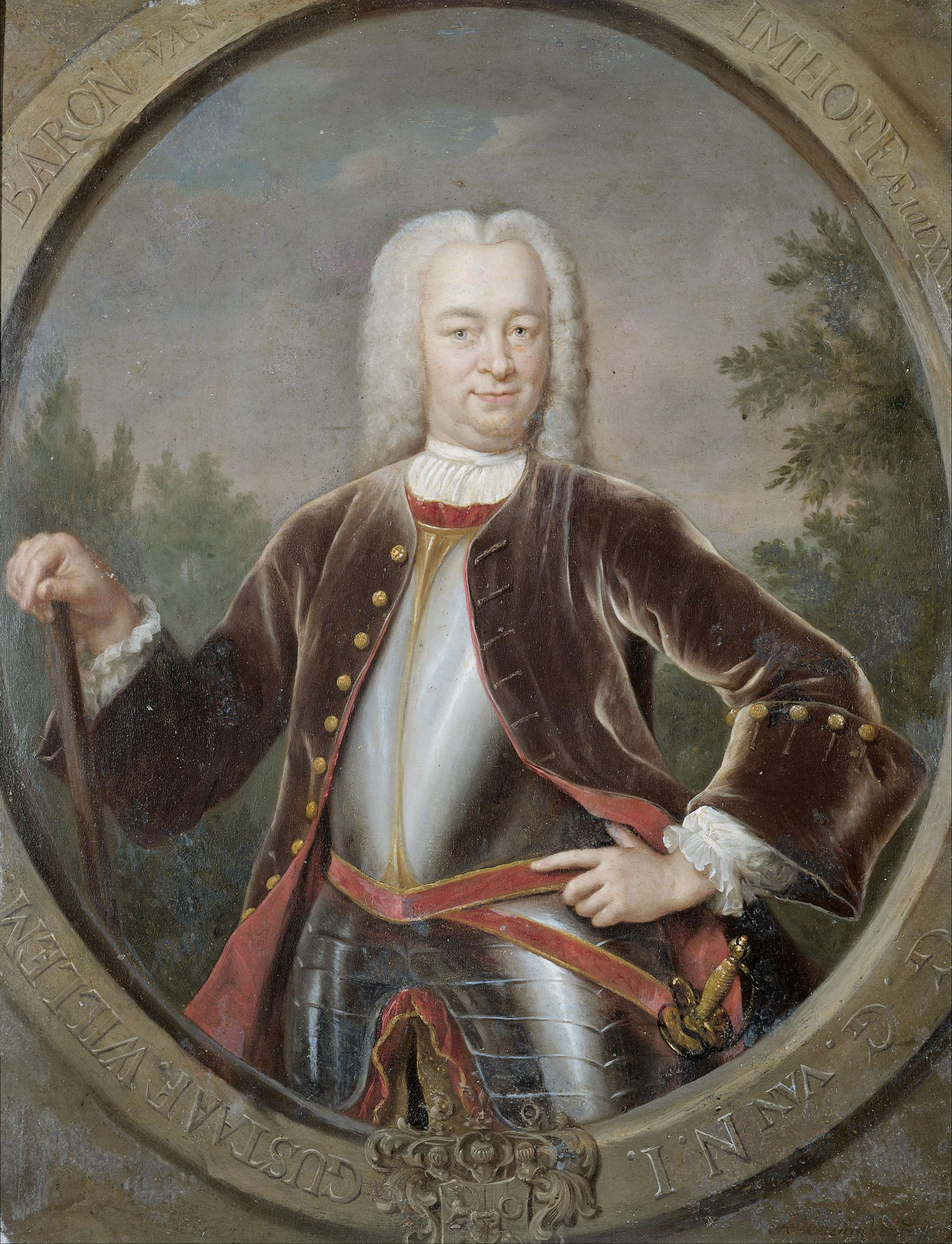
Генерал-губернатор Густаф Виллем ван Имхофф — основатель Бейтензорга. Портрет работы, 1742 год

Во второй половине XVII века заброшенный Пакуан, как и большая часть территории западной Явы, оставаясь формально под суверенитетом султаната Бантен, постепенно переходил под фактический контроль Нидерландской Ост-Индской компании (НОИК). Официально под власть голландцев он попал 17 апреля 1684 года — после подписания соглашения между НОИК и наследным принцем Бантена, уступившего колонизаторам значительную часть территории султаната.
Первым, временным поселением колонизаторов на этом месте был лагерь экспедиции лейтенанта Танувиджа́и (индон. Tanuwijaya), сунданца, состоявшего на службе НОИК, направленной администрацией Компании в 1687 году для освоения новой территории. По итогам экспедиции Танувиджае было поручено обосноваться на развалинах Пакуана и обиходить местность для хозяйственной деятельности.
Территория серьёзно пострадала в результате извержения находящегося неподалёку вулкана Сала́к (индон. Gunung Salak), произошедшего 4—5 января 1699 года, однако вызванные извержением лесные пожары в последующем облегчили корчёвку джунглей и подготовку полей для рисовых посадок и кофейных плантаций. За короткое время вокруг Пакуана было создано несколько сельскохозяйственных поселений (крупнейшее — Кампу́нг Ба́ру, индон. Kampung Baru), которые в 1701 году были объединены в единый административный район во главе с тем же Танувиджаей (не случайно именно Танувиджая считается в Индонезии основателем Богорского округа).
Дальнейшему развитию поселения способствовала миссия 1703 года во главе с генеральным инспектором НОИК Абрахамом ван Ри́беком (сын основателя Кейптауна Яна ван Ри́бека, в последующем — губернатор Нидерландской Ост-Индии).
Под руководством и при личном участии ван Рибека была исследована значительная часть развалин Пакуана, обнаружены и подробно описаны многие археологические находки, включая прасасти, а также возведены новые здания для работавших в Богоре сотрудников НОИК и туземного персонала. Одновременно множились и укрупнялись посёлки крестьян, переселявшихся из других местностей для работы на созданных здесь кофейных плантациях.
Экономическое и административное присутствие НОИК в окрестностях Пакуана быстро расширялось — голландцев привлекали выгодное географическое положение и умеренные климатические условия этой территории, отличавшие её от более жаркой Бата́вии, административного центра Нидерландской Ост-Индии. В 1744—1745 годах здесь был построен дворец, ставший летней резиденцией генерал-губернатора — с этого времени руководители колониальной администрации неизменно перебирались сюда из Батавии как минимум на три—четыре наиболее жарких месяца в году.

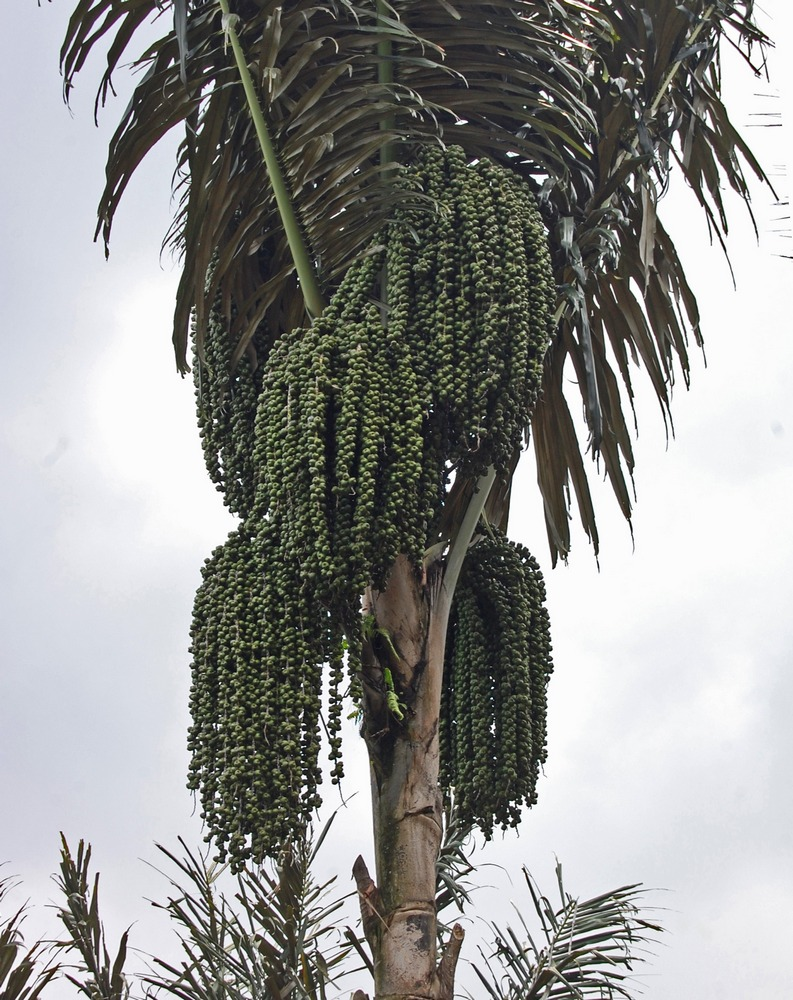
Сахарная пальма, по-видимому, давшая название городу

В 1746 году распоряжением генерал-губернатора Густафа Виллема ван Имхоффа (нидерл. Gustaaf Willem van Imhoff) дворец, прилегающий к нему голландский сеттльмент и девять близлежащих туземных поселений были объединены в централизованный административный район, получивший официальное нидерландское название Бе́йтензо́рг (нидерл. Buitenzorg, буквально «без заботы»).
К этому же времени относятся и первые документально зафиксированные упоминания местного названия города — Богор: в частности, этот топоним фигурирует в документах колониальной администрации от 7 апреля 1752 года применительно к части Бейтензорга, непосредственно примыкавшей к губернаторскому дворцу. В последующем в среде туземного населения это название распространилось на весь город, став альтернативой нидерландскому Бейтензоргу.
В соответствии с основной гипотезой, имя города происходит от яванского слова «бого́р» (индон. bogor, в переводе — сахарная пальма (Arenga pinnata)), которое в своём буквальном смысле присутствует и в современном индонезийском языке. Существуют также версии происхождения топонима от старояванского слова «бха́гар» (яв. bhagar — «корова»), а также от голландского названия города, попросту искажённого местными жителями.

#### Под властью Нидерландской короны

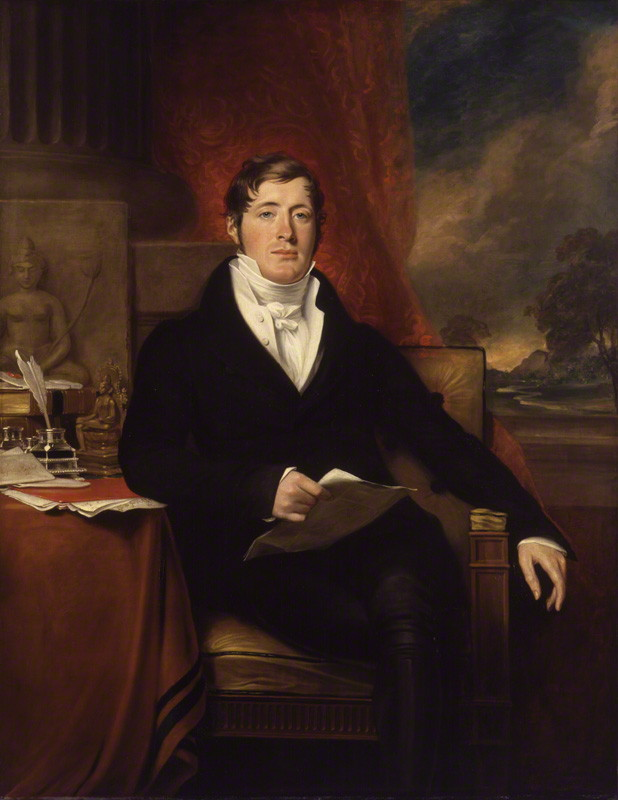
Томас Стэмфорд Раффлз, портрет работы Дж. Ф. Джозефа, 1817 год

В самом конце XVIII века город, как и вся территория Нидерландской Ост-Индии, пережил поэтапный процесс перехода под управление от НОИК непосредственно Нидерландам. В 1796 году управление переживавшей банкротство компанией было передано правительственному комитету по остиндским делам, в 1798 году нидерландское государство приняло на себя все долги и обязательства НОИК, и, одновременно, права в отношении её владений. Сколь-либо существенных административных преобразований за этим не последовало — генерал-губернатор, сохраняя прежнюю систему управления, стал представлять не Ост-Индскую компанию, окончательно ликвидированную в 1800 году, а непосредственно нидерландское правительство.
Неожиданным стимулом для экономического и инфраструктурного развития города стала временная оккупация Нидерландской Ост-Индии Великобританией в 1811—1815 годах — англичане высадились на Яву и некоторые другие острова архипелага, чтобы предотвратить их переход во владение наполеоновской Франции, захватившей в это время Нидерланды.
Руководитель британской администрации Томас Стэмфорд Раффлз полностью перенёс административный центр колонии из Батавии в Бейтензорг и в течение пяти лет внедрял в городе, как и на Яве в целом, новые методы управления и хозяйствования, как правило, значительно превосходившие по эффективности нидерландские.
После возвращения голландцам их ост-индских владений Бейтензорг вновь стал летней резиденцией генерал-губернатора. Новая колониальная администрация предприняла существенные усилия по модернизации и окультуриванию города. В частности, на его территории в 1817 году был разбит ботанический сад, ставший впоследствии одним из самых крупных в мире.
10 октября 1834 года Бейтензорг серьёзно пострадал в результате нового извержения вулкана Салак и сопровождавшего его землетрясения. В ходе восстановления города была принята в расчёт высокая сейсмическая опасность местности, поэтому новое здание губернаторского дворца и комплекс административных зданий, построенные в 1840-х — 1850-х годах, оказались заметно ниже, но крепче своих «предшественников». Кроме того, дальнейшая застройка осуществлялась в соответствии с губернаторским указом 1845 года, предписывавшим раздельное расселение в Бейтензорге представителей различных наций: голландцев (к ним приравнивались все европейцы), китайцев и арабов (те и другие активно мигрировали в город по мере роста его коммерческой привлекательности).

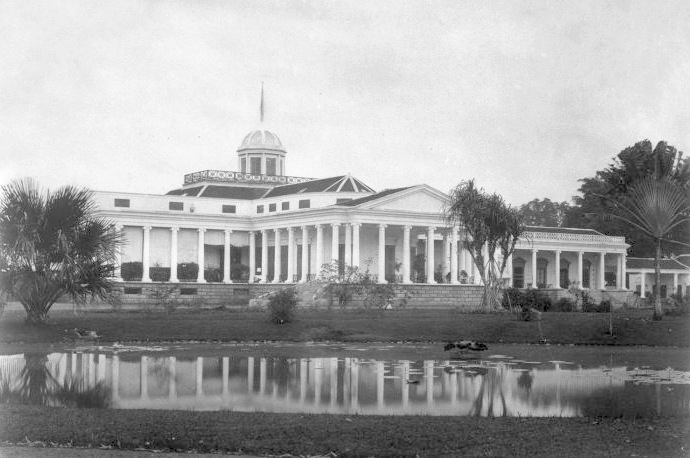
Богорский дворец в его бытность резиденцией нидерландского генерал-губернатора. Фото 1907 года

В 1860-х — 1880-х годах в Бейтензорге были созданы крупнейшее в колонии сельскохозяйственное училище, химические, биологические и ветеринарные лаборатории, городская библиотека, естественнонаучный музей, ряд других культурных и научных учреждений. К концу XIX века он стал одним из наиболее благоустроенных и вестернизированных городов Индонезии).
В 1904 году Бейтензоргу был присвоен официальный статус административного центра Нидерландской Ост-Индии, однако такая мера оказалась сугубо формальной — реально функции управления колонии оставались за Батавией, где по-прежнему располагалась бо́льшая часть административного аппарата и главный офис губернатора (в Бейтензорге были размещены только железнодорожное и горнодобывающее ведомства). Этот особый статус был фактически аннулирован в ходе административной реформы 1924 года, регламентировавшей деление колонии на провинции: по её итогам Бейтензорг стал центром одного из округов провинции Западная Ява.

### Период 1942—1950 годов

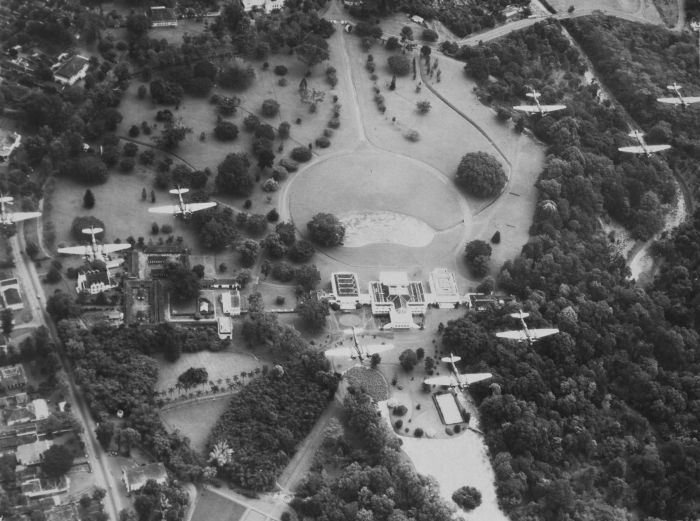
Самолёты нидерландских ВВС пролетают над Бейтензоргом. Канун Второй мировой войны

В период Второй мировой войны Бейтензорг, как и вся территория Нидерландской Ост-Индии, был занят вооружёнными силами Японии: оккупация продолжалась с 6 марта 1942 года, когда силы союзников без боя сдали город противнику, до капитуляции японских войск летом 1945 года. В рамках проводившегося японцами курса на стимулирование националистических, антиголландских настроений среди местного населения и привлечение его симпатий на свою сторону городу было официально присвоено индонезийское название «Богор». В городе был размещён один из основных центров подготовки создававшегося оккупационной администрацией индонезийского военного ополчения ПЕТА (индон. PETA, Pembela Tanah Air — «Защитники родины»).
После провозглашения 17 августа 1945 года независимой Республики Индонезии Богор оказался на территории нового государства.
Однако вскоре после вывода японских войск высадившиеся на Яве голландцы восстановили контроль над городом и прилегающими к нему территориями.

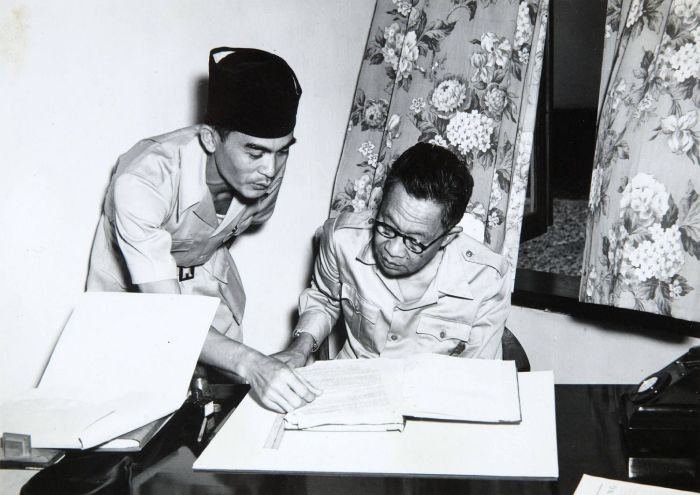
Мухаррам Виранатакусума, президент государства Пасундан. Богор, 1948 год

В феврале 1948 года город был включён в состав квазинезависимого государства Западная Ява (индон. Negara Jawa Barat), переименованного в апреле того же года в Государство Пасунда́н (индон. Negara Pasundan), которое было создано по инициативе правительства Нидерландов, рассчитывавшего превратить свои бывшие колониальные владения в Ост-Индии в зависимое федеративное образование. В декабре 1949 года Пасундан вошёл в состав Соединённых Штатов Индонезии (СШИ), индон. Republik Indonesia Serikat (RIS), учреждённых по решению индонезийско-нидерландской конференции 23 августа — 2 ноября 1949 года (так называемая Гаагская конференция круглого стола).
В феврале 1950 года в результате поражения Пасундана в быстротечном конфликте с Республикой Индонезией, также входившей в этот период в состав СШИ, город был включён в территорию последней, что было официально оформлено в августе 1950 года с провозглашением Индонезии унитарным государством. При этом название «Богор» было закреплено за ним в законодательном порядке.

### В составе Индонезии
В составе независимой Индонезии Богору был придан статус муниципалитета и одновременно центра одноимённого округа. Город стал играть значительную роль в культурном, научном и экономическом развитии страны и Западной Явы в частности — прежде всего за счёт потенциала, заложенного в колониальный период. Помимо этого, Богор приобрёл особое положение благодаря превращению бывшей летней резиденции генерал-губернатора в летний дворец президента Индонезии.
В 1990-х — 2000-х годах в городе регулярно проводили различные международные мероприятия, в том числе министерские встречи различных многосторонних структур Азиатско-Тихоокеанского региона и организаций системы ООН. В этом плане наиболее заметным событием, подтвердившим особое значение Богора для властей Индонезии, стало проведение в нём 15 ноября 1994 года саммита АТЭС, итоги которого (т.н. «богорские цели») во многом стали определяющими для дальнейшего развития этого международного форума.

## Физико-географическая характеристика

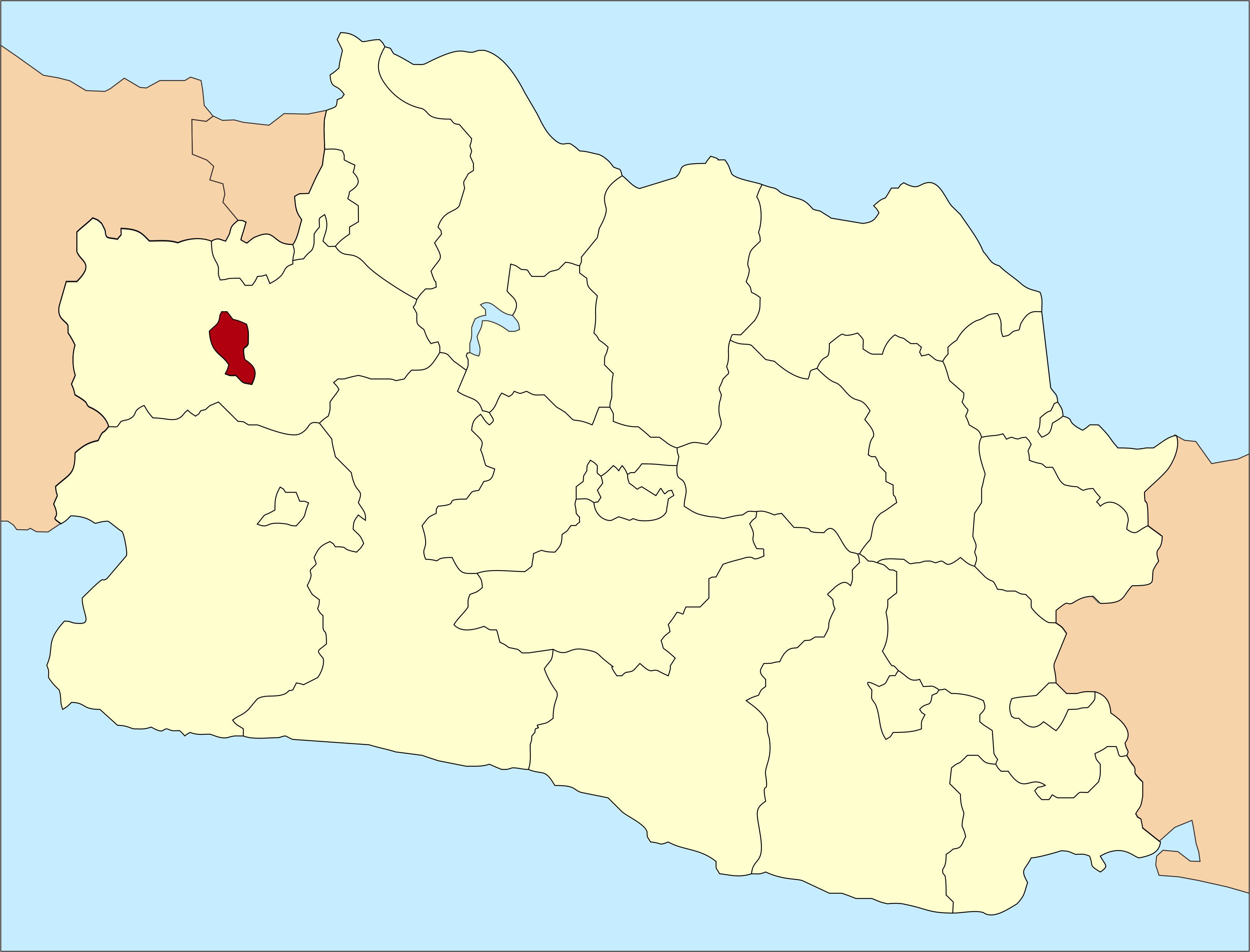
Богор на карте провинции Западная Ява. Территория муниципалитета выделена красным

### Географическое положение
Географические координаты Богора — 6°36′00″ ю. ш. 106°48′00″ в. д..
Город находится в западной части острова Ява примерно в 60 км к югу от столицы страны Джакарты и в 85 км к северо-западу от Бандунга, административного центра провинции Западная Ява. Занимает площадь 118,5 км².

### Рельеф, геологические особенности
Богор расположен в горной котловине у подножья вулканов Салак (вершина примерно в 12 км к югу от города) и Геде (вершины примерно в 22—25 км к юго-востоку от города). Средняя высота местности над уровнем моря в черте города — 265 метров, максимальная — 330 метров, минимальная — 190 метров.
Местность в городе в основном холмистая, перепады высот порой весьма резкие. Так, на 17,64 км² городской территории уклон почвы составляет от 0 до 2 градусов, на 80,91 км² — от 2 до 15 градусов, на 11,01 км² — от 15 до 25 градусов, на 7,65 км² — от 25 до 40 градусов и на 1,20 км² — свыше 40 градусов. Наиболее равнинными являются районы Северный Богор и Та́нах-Саре́ал, наиболее холмистым — Южный Богор.
В геологической структуре почв преобладают вулканические осадочные породы. С учётом близости неоднократно извергавшихся крупных вулканов местность считается весьма сейсмоопасной.
Около 1,2 % территории города занято лесным массивом, около 0,7 % — садами и парками (не считая земель сельскохозяйственного назначения).
В городской черте протекают несколько рек, относящихся к бассейну Яванского моря. Наиболее крупными из них являются Чиливунг (индон. Ciliwung) и Чисада́не (Cisadane) — между ними находится исторический центр города. Более мелкие реки — Чипаканчи́лан (индон. Cipakancilan), Чидепи́т (Cidepit), Чипари́ги (Ciparigi), Чибало́к (Cibalok) — на многих участках заключены в трубы.

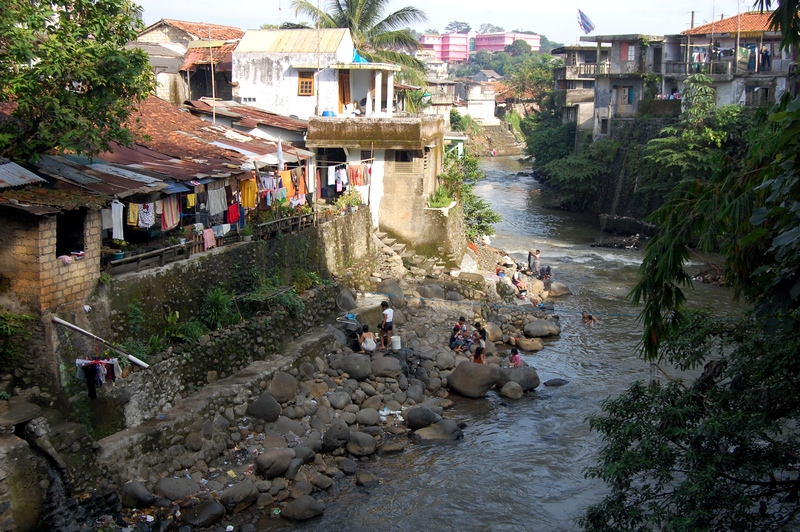
Река Чиливунг на окраине Богора

На территории города есть также несколько небольших озёр — Си́ту Бу́рунг (сунд. Situ Burung, буквально «Птичье озеро»), Си́ту Геде́ (сунд. Situ Gede, буквально «Большое озеро») и другие, — площадью в несколько гектаров каждое. Общая площадь водоёмов — рек и озёр — составляет 2,89 % от городской территории.

### Климат
Климат экваториальный, более влажный, чем во многих других районах Западной Явы: среднегодовой показатель влажности — 70 %. Дожди также идут значительно чаще, чем в соседних местностях (среднегодовой показатель количества осадков в целом по городу около 1700 мм, в некоторых районах — более 3500 мм), наибольшей интенсивности достигают в декабре, январе и феврале. В силу подобных погодных условий за Богором закрепилось прозвище «Дождливый город» (индон. Kota hujan), широко употребимое в Индонезии.
При этом климат Богора значительно прохладней, чем в среднем по Яве: среднегодовой температурный максимум — +25,9 °C (для сравнения, в Джакарте — +32,2 °C). Разница между максимальными и минимальными суточными температурами по индонезийским меркам весьма велика — в среднем 9—10 °C. Абсолютный температурный максимум, зарегистрированный местными метеослужбами, составляет +38 °C, абсолютный минимум — +3 °C.
| Показатель                    | Янв. | Фев. | Март | Апр. | Май | Июнь | Июль | Авг. | Сен. | Окт. | Нояб. | Дек. | Год  |
| ----------------------------- | ---- | ---- | ---- | ---- | --- | ---- | ---- | ---- | ---- | ---- | ----- | ---- | ---- |
| Абсолютный максимум, °C       | 33   | 36   | 34   | 32   | 37  | 38   | 36   | 34   | 37   | 35   | 36    | 32   | 38   |
| Средний суточный максимум, °C | 25   | 25   | 26   | 26   | 26  | 26   | 26   | 26   | 27   | 27   | 26    | 25   | 26   |
| Средняя температура, °C       | 22   | 22   | 22   | 22   | 22  | 22   | 22   | 22   | 22   | 23   | 22    | 22   | 22   |
| Средний суточный минимум, °C  | 18   | 18   | 18   | 18   | 18  | 18   | 17   | 17   | 17   | 18   | 18    | 18   | 18   |
| Абсолютный минимум, °C        | 11   | 9    | 9    | 10   | 10  | 13   | 7    | 3    | 13   | 10   | 11    | 10   | 3    |
| Норма осадков, мм             | 250  | 232  | 182  | 182  | 103 | 47   | 25   | 53   | 70   | 96   | 197   | 200  | 1637 |
| Источник:                     |      |      |      |      |     |      |      |      |      |      |       |      |      |

| Период     | Январь | Февраль | Март | Апрель | Май | Июнь | Июль | Август | Сентябрь | Октябрь | Ноябрь | Декабрь | Год |
| ---------- | ------ | ------- | ---- | ------ | --- | ---- | ---- | ------ | -------- | ------- | ------ | ------- | --- |
| Количество | 21     | 21      | 21   | 18     | 12  | 8    | 7    | 6      | 8        | 13      | 20     | 21      | 176 |

| Период                | Январь | Февраль | Март | Апрель | Май | Июнь | Июль | Август | Сентябрь | Октябрь | Ноябрь | Декабрь | Год |
| --------------------- | ------ | ------- | ---- | ------ | --- | ---- | ---- | ------ | -------- | ------- | ------ | ------- | --- |
| Средняя скорость      | 5      | 5       | 5    | 5      | 5   | 5    | 5    | 5      | 5        | 4       | 4      | 5       | 5   |
| Максимальная скорость | 37     | 44      | 115  | 76     | 72  | 54   | 61   | 93     | 46       | 74      | 59     | 46      | 115 |

### Экологическая обстановка
Экологическая обстановка в Богоре в целом благополучна благодаря относительно небольшому количеству крупных промышленных предприятий, высокому уровню озеленения и целенаправленной природоохранной политике местных властей, стремящихся сохранить туристическую привлекательность города и его окрестностей.
Главную угрозу окружающей среде представляет постоянно растущее количество городского транспорта, приводящее к увеличению объёмов выбросов углекислого газа. Отмечается также тенденция к росту содержания пыли в городском воздухе, однако, по итогам исследований, проведённых в 2007 году, превышение допустимой концентрации пыли было зафиксировано только на одном из 13 контрольных пунктов, равномерно размещённых по территории города.
Загрязнения городских водоёмов происходят, главным образом, из-за несанкционированных сбросов сточных вод и бытовых отходов — в основном, в районах проживания беднейших слоев населения. В общем экологическое и санитарное состояние рек и озёр Богора не внушает опасения городским властям — с учётом, прежде всего, удовлетворительных результатов проб на присутствие в воде основных болезнетворных микроорганизмов (по итогам исследований, проведённых в 2007 году, допустимая норма была превышена только в отношении кишечной палочки).

## Население

### Численность, плотность
По итогам общенациональной переписи населения, проведённой в Индонезии в мае — августе 2010 года, в Богоре проживало 949 066 человек. По плотности населения — около 8000 человек на км² — Богор принадлежит к числу наиболее густонаселённых городов мира. Особенно плотно заселён район Центральный Богор (12 571 человек на км² по состоянию на 2010 год), наименьшая плотность зафиксирована в районе Южный Богор (5866 человек на км² по состоянию на 2010 год).

### Динамика роста
Темпы роста населения Богора во второй половине XX века — первом десятилетии XXI века были в целом соразмерны общим демографическим и урбанизационным процессам, происходившим в этот период на Яве. Заметное повышение динамики с конца 1980-х годов связано прежде всего с резким ускорением экономического развития регионов, прилегающих к Джакарте, обусловившим значительный приток трудовых ресурсов из других частей страны.
Динамика роста населения Богора
| Год                     | 1956 | 1961 | 1971 | 1981 | 1988 | 1999 | 2010 |
| ----------------------- | ---- | ---- | ---- | ---- | ---- | ---- | ---- |
| Численность (тыс. чел.) | 124  | 154  | 197  | 246  | 285  | 585  | 949  |

Рождаемость из расчёта на 10 000 человек в 2009 году составила 563 человека, смертность — 272 человека. В течение того же года на постоянное жительство в город въехали 12 709 человек, выехали из города 3391 человек.

### Гендерная и возрастная структура
Гендерный состав городского населения (по состоянию на конец 2009 года): мужчин 484 648 человек (51,06 %), женщин 464 418 человек (48,94 %).
28,39 % жителей города моложе 15 лет, 67,42 % — в возрасте 15—65 лет и 3,51 % — старше 65 лет.
Ожидаемая средняя продолжительность жизни горожан по расчётам 2005 года достигает 71,8 года — самый высокий показатель для Западной Явы и один из самых высоких в стране в целом.

### Этнический состав, языки

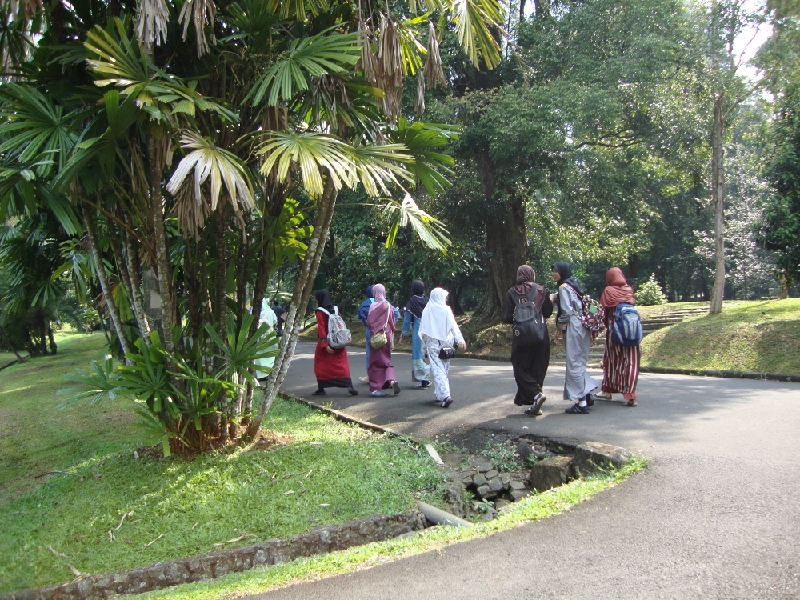
Сунданки-мусульманки в традиционных одеждах. Богор

87 % горожан — сунданцы, проживает также значительное количество яванцев, китайцев, представителей многих других народностей Индонезии. Существенна доля лиц смешанного, прежде всего, сунданско-яванского происхождения.
Практически всё взрослое население города свободно владеет государственным языком страны — индонезийским, который повсеместно используется в сферах управления, высшего образования, делопроизводства. Кроме того, в быту и отчасти в общественной жизни широко используется сунданский язык — так, к примеру, торжественная речь мэра на празднике Дня города 3 июня 2010 года была произнесена по-сундански. При этом наиболее употребимой является местная диалектная форма сунданского, существенно отличающаяся от классического варианта этого языка как в лексическом, так и в фонетическом плане.

### Конфессиональный состав
Абсолютное большинство богорцев — около 90 % — мусульмане-сунниты. Количество христиан — протестантов и католиков — составляет всего около 5 %, однако в городе множество христианских храмов, активно действуют протестантские и католические общественные организации. Богор является центром одноимённой епархии римско-католической церкви.
Есть также некоторое количество буддистов (в основном среди китайской общины) и индуистов.
| Религия                        | Количество верующих | Доля в городском населении (%) | Количество храмов |
| ------------------------------ | ------------------- | ------------------------------ | ----------------- |
| Мусульмане-сунниты             | 838 533             | 88,99                          | 715               |
| Католики                       | 21 957              | 2,33                           | 8                 |
| Протестанты и другие христиане | 30 807              | 3,26                           | 27                |
| Буддисты и конфуцианцы         | 9748                | 1,03                           | 13                |
| Индуисты                       | 1352                | 0,14                           | 9                 |
| Прочие, включая неверующих     | 39 807              | 4,22                           | -                 |

## Административное устройство

### Статус и административное деление
Территория города выделена в отдельную административную единицу — муниципалитет (ко́та), равную по статусу округу. По состоянию на середину 2010 года административный статус Богора как городского муниципалитета определяется Законом Республики Индонезии о местном самоуправлении № 32 от 2004 года.
Территория Богора разделена на шесть районов (кечама́танов), которые, в свою очередь, подразделяются на 68 административных единиц низшего уровня, 31 из которых имеют статус поселений и 37 — статус деревень.
| Название района на русском языке | Название района на индонезийском языке | Площадь в км² | Население | Количество поселений и деревень |
| -------------------------------- | -------------------------------------- | ------------- | --------- | ------------------------------- |
| Северный Богор                   | Kecamatan Bogor Utara                  | 17,72         | 170 320   | 8                               |
| Южный Богор                      | Kecamatan Bogor Selatan                | 30,81         | 180 745   | 16                              |
| Восточный Богор                  | Kecamatan Bogor Timur                  | 10,15         | 94 572    | 6                               |
| Западный Богор                   | Kecamatan Bogor Barat                  | 32,85         | 210 450   | 16                              |
| Центральный Богор                | Kecamatan Bogor Tengah                 | 8,13          | 102 203   | 11                              |
| Танах-Сареал                     | Kecamatan Tanah Sareal                 | 18,84         | 190 776   | 11                              |

### Городские власти
Город возглавляется мэром, который, как и мэры других индонезийских городов, в соответствии с Законом Республики Индонезии № 32 от 2004 года, избирается горожанами в ходе прямых выборов, проводимых раз в 5 лет (ранее директивно назначался провинциальной администрацией). Одновременно с мэром избирается его заместитель — вице-мэр. В ходе первых в истории Богора выборов мэра и вице-мэра, состоявшихся 25 октября 2008 года, на первый пост был избран Диа́ни Будиа́рто (индон. Diani Budiarto), на второй — Ахма́д Руя́т (Ahmad Ru'yat). Оба приступили к исполнению должностных обязанностей 7 апреля 2009 года, полномочия обоих истекают 7 апреля 2014 года.
Законодательную власть в городе осуществляет Городской совет народных представителей в составе 45 депутатов, который также избирается жителями путём прямых выборов и имеет пятилетние полномочия. Спикером совета, сформированного по итогам выборов, которые состоялись 9 апреля 2009 года, является Му́фти Фао́ки (индон. Mufti Faoqi). В составе совета представители девяти политических партий, образующие пять фракций.

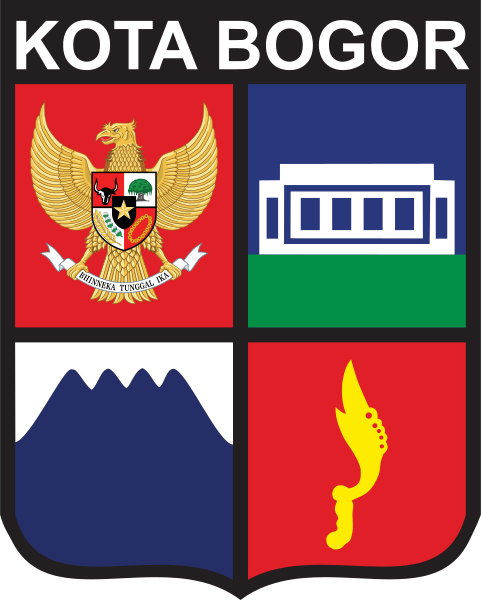
Герб Богора

| Название партии на русском языке        | Название партии на индонезийском языке | Количество представителей |
| --------------------------------------- | -------------------------------------- | ------------------------- |
| Демократическая партия                  | Partai Demokrat                        | 15                        |
| Партия справедливости и процветания     | Partai Keadilan Sejahtera              | 7                         |
| Демократическая партия борьбы Индонезии | Partai Demokrasi Indonesia Perjuangan  | 6                         |
| Партия «Голка́р»                         | Partai Golkar                          | 6                         |
| Партия единства и развития              | Partai Persatuan Pembangunan           | 3                         |
| Партия народной совести                 | Partai Hati Nurani Rakyat              | 3                         |
| Партия «Движение за великую Индонезию»  | Partai Gerakan Indonesia Raya          | 2                         |
| Партия национального мандата            | Partai Amanat Nasional                 | 2                         |
| Партия полумесяца и звезды              | Partai Bulan Bintang                   | 1                         |

| Название фракции | Количество представителей |
| --- | ------------------------- |
| Фракция Демократической партии | 15                        |
| Объединённая фракция Партии «Голкар» и Партии народной совести                                                                                     | 9                         |
| Объединённая фракция Партии единства и развития, Партии национального мандата, Партии «Движение за великую Индонезию» и Партии полумесяца и звезды | 8                         |
| Фракция Партии справедливости и процветания | 7                         |
| Фракция Демократической партии борьбы Индонезии | 6                         |

### Герб города
Герб Богора представляет собой четырёхчастный щит. В первой четверти в червлёном поле изображение государственного герба Республики Индонезии — золотой мифологической птицы Гаруды с щитком на груди, во второй — в лазоревом поле с зелёной оконечностью серебряный летний президентский дворец, в третьей — лазоревая гора о четырёх вершинах в серебряном поле — изображение вулкана Салак, в четвёртой — золотой национальный суданский кинжал куджанг в червлёном поле. Глава щита чёрная, в ней серебряная надпись прописными буквами на индонезийском языке «KOTA BOGOR» — «ГОРОД БОГОР».

## Экономика

### Общее состояние

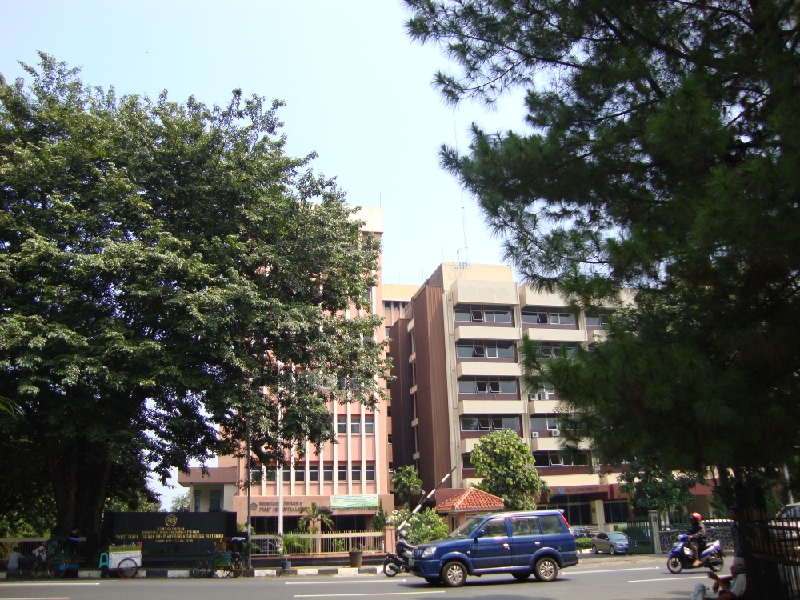
Здание в деловом центре Богора

Богор имеет большое экономическое значение в рамках Западной Явы и Индонезии в целом. Город отличается развитой сферой обслуживания, высокой активностью торгового и банковского секторов, является важным центром автомобильной, химической и пищевой промышленности. При этом в его окраинных районах часть земель находится в сельскохозяйственном пользовании.
В период нидерландской колонизации Богор был важным центром переработки сельскохозяйственной и лесной продукции: кофе, каучука, ценных пород древесины. В конце XIX века были созданы предприятия химической промышленности.
В период индустриализации независимой Индонезии в 1950-е годы была заложена база тяжёлой промышленности. Экономическое развитие города в последующие десятилетия определялось общенациональными реалиями: наиболее динамичный период пришёлся на вторую половину 1980-х — первую половину 1990-х годов, в конце же 1990-х годов в полной мере ощущались результаты тяжёлого национального и регионального кризиса. В начале 2000-х годов в основных отраслях местного хозяйства спад был преодолён, и, более того, восстановилась заметная позитивная динамика (так, темпы роста городской экономики в 2002 году составили 5,78 %, в 2003 году — 6,07 %).
Объём валового регионального продукта (ВРП) Богора в 2009 году составил 12,249 триллиона индонезийских рупий (приблизительно 1,287 миллиарда долларов США по курсу на конец 2009 года), совокупный объём инвестиций — 932,295 миллиарда индонезийских рупий, годовой экономический рост был зафиксирован на уровне 6,02 %.
Несмотря на позитивную динамику основных макроэкономических показателей, количество богорцев, проживающих ниже уровня бедности, установленного для населения крупных городов (определяется с учётом не только денежных доходов, но и уровня доступа к основным социальным благам), увеличивается — прежде всего за счёт масштабного переселения в город малоимущих жителей окружающих сельских районов. В 2009 году доля живущих ниже уровня бедности составила 17,45 % от общего числа жителей, что почти вдвое выше аналогичного показателя за 2006 год — 9,5 %.
Минимальный размер оплаты труда, установленный городскими властями, составляет 800 000 индонезийских рупий в месяц.
| Отрасль экономики                          | Доля в ВРП города (%) |
| ------------------------------------------ | --------------------- |
| Торговля, гостиничный и ресторанный бизнес | 30,14                 |
| Промышленность                             | 28,2                  |
| Финансовый сектор                          | 13,77                 |
| Транспорт и связь                          | 9,7                   |
| Сфера услуг                                | 7,54                  |
| Строительство                              | 7,48                  |
| Энергетика и водоснабжение                 | 3,16                  |
| Сельское хозяйство, включая рыболовство    | 0,36                  |

### Промышленность
В 2008 году в Богоре насчитывалось 3208 официально зарегистрированных промышленных предприятий, на которых было занято 54 268 человек. Общий объём капиталовложений, направленных в промышленный сектор в течение 2008 года, составил более 551 миллиарда индонезийских рупий. На 114 предприятий, относившихся к категориям крупных и средних, приходилось 32 237 занятых и около 500 миллиардов инвестиций. На 956 малых промышленных предприятий, учреждённых с образованием юридического лица, приходилось 12 945 работников и более 47 миллиардов инвестиций, а на 2138 малых предприятий, учреждённых без образования юридического лица, — 9086 занятых и 3,2 миллиарда инвестиций.
| Отрасль промышленности                                 | Количество предприятий | Объём инвестиций в миллиардах IDR | Количество занятых |
| ------------------------------------------------------ | ---------------------- | --------------------------------- | ------------------ |
| Производство автомобилей и других транспортных средств | 18                     | 160,621                           | 17 331             |
| Пищевая промышленность                                 | 10                     | 60,489                            | 996                |
| Металлургия                                            | 7                      | 55,717                            | 1771               |
| Машиностроение                                         | 5                      | 7,727                             | 1813               |
| Химическая промышленность                              | 5                      | 3,729                             | 294                |
| Целлюлозно-бумажная промышленность                     | 4                      | 22,510                            | 437                |
| Деревообрабатывающая промышленность                    | 4                      | 7,656                             | 723                |
| Кожевенная промышленность                              | 1                      | 7,739                             | 300                |

### Сельское хозяйство
В городской черте — в основном в окраинных районах — имеются довольно значительные сельскохозяйственные угодья. Их общая площадь составляет 3466 гектаров (в том числе 111 гектаров водоёмов, используемых для рыболовства и рыбоводства).

#### Земледелие
Основная отрасль сельского хозяйства — земледелие, в котором по состоянию на 2007 год было задействовано 159 зарегистрированных крестьянских артелей. Основные культуры — рис (по состоянию на 2007 год — 1165 гектаров посадок, годовой урожай по состоянию на 2003 год — 9953 тонны), различные овощи (772 гектара, 8296 тонн), кукуруза (382 гектара, 6720 тонн), батат (480 гектаров, 3480 тонн).

#### Животноводство

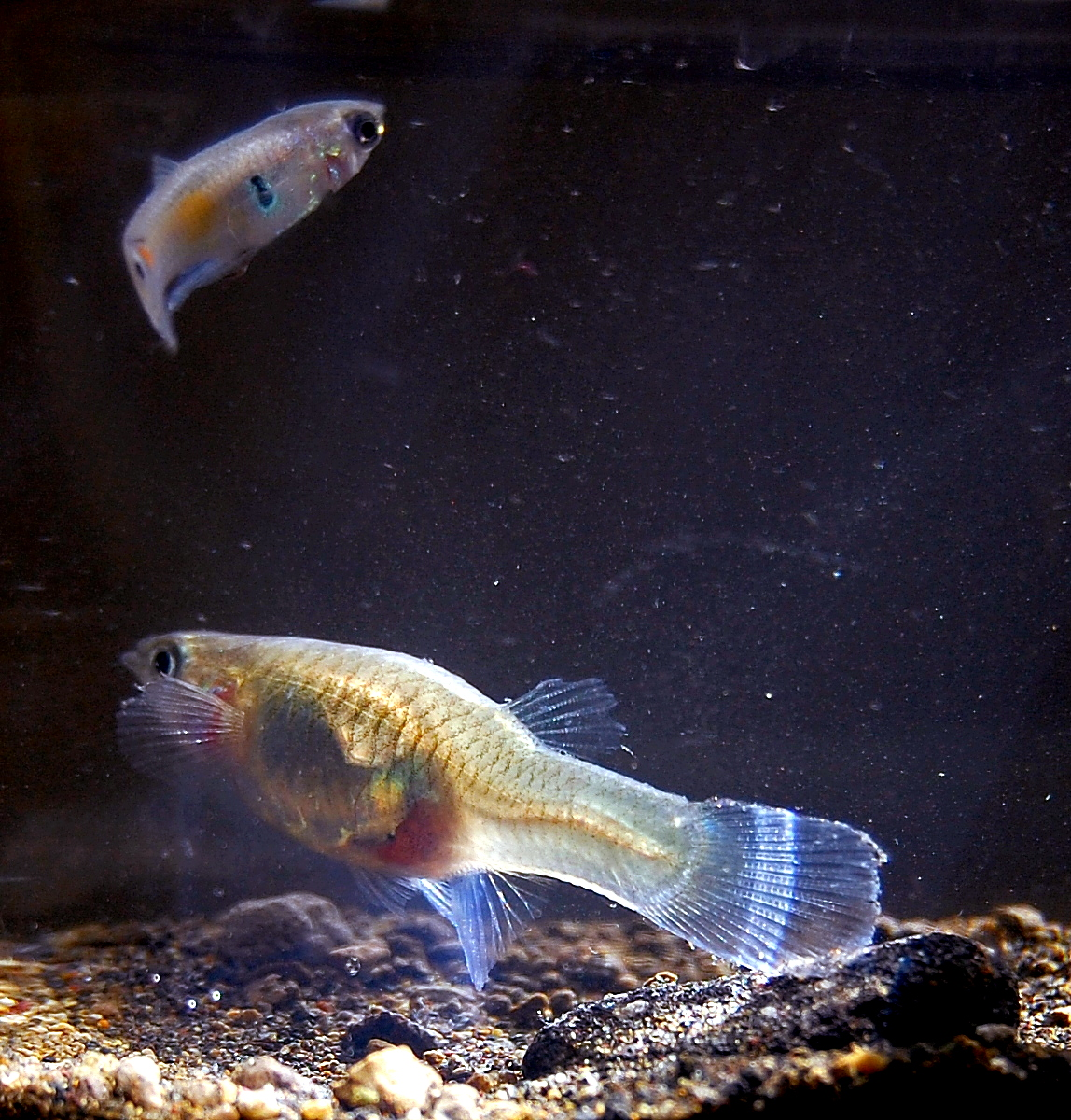
Обитающие в богорских реках рыбки гуппи экспортируются в большом количестве.

В животноводческом секторе работают 25 зарегистрированных артелей (по состоянию на 2007 год). Разводятся (по состоянию на 2007 год) коровы (более тысячи голов, совокупный надой — более 2,61 миллионов литров), овцы (около 12 тысяч), куры (более 642 тысяч), утки (около 8 тысяч).

#### Рыболовство и рыбоводство
По состоянию на 2007 год в этих сферах работало 4 зарегистрированных предприятия. Рыба в основном разводится искусственно в специальных водоёмах и на заливных рисовых полях. Ежегодно вылавливается 25—30 тонн рыбы пищевых сортов.
Весьма прибыльной отраслью является разведение аквариумных рыб, а также вылов их в естественной среде обитания — местных реках: так, в 2008 году только на зарубежные рынки их было поставлено на сумму 367 тысяч долларов США.

### Торговля
В 2008 году в городе было 23 241 зарегистрированное торговое предприятие. Всего в торговом секторе в это время было занято 42 220 человек, общий объём направленных в него капиталовложений составлял 232,5 миллиарда индонезийских рупий. К категории крупных относилось 307 предприятий, к категории средних — 1268 и к категории малых — 21 666 предприятий, из которых 7741 было учреждено с образованием юридического лица и 13 925 — без образования юридического лица.

#### Розничная торговля
В Богоре по состоянию на 2008 год насчитывалось восемь крупных торговых центров, девять универсамов и семь крупных рынков. Помимо этого, в городе много небольших магазинов, а также — прежде всего в окраинных районах — лавок и базаров традиционного типа. В период экономического кризиса конца 1990-х годов количество стационарных торговых точек несколько сократилось, однако в это же время и в последующие несколько лет происходил резкий рост численности торговцев-разносчиков (с 2,5 тысяч в 1996 году до 12 тысяч в 2004 году), что оказалось сопряжено с рядом проблем социального и правового характера. С 2005 года городскими властями предпринимаются активные усилия по упорядочению деятельности коробейников и приведению её в соответствие с требованиями национального трудового законодательства.

#### Экспорт
Существенная доля произведённой в Богоре промышленной и сельскохозяйственной продукции экспортируется: в 2008 году объём официально зарегистрированного экспорта превысил 144 миллиарда индонезийских рупий. Его основными статьями были одежда и обувь (основные импортёры — США, страны ЕС, страны АСЕАН, Канада, Австралия, Россия), текстиль (США, Новая Зеландия), мебель (Республика Корея), автомобильные шины (страны АСЕАН и Латинской Америки), игрушки и сувенирные изделия (Япония, ФРГ, Бразилия), безалкогольные напитки (страны АСЕАН и Ближнего Востока), аквариумные рыбы (Япония, страны Ближнего Востока).

## Транспорт и инфраструктура
Богор — один из важнейших инфраструктурных центров Явы. По территории города (по состоянию на 2008 год) проходит 599,2 километра дорог, в том числе дорог национального значения — 30,2 километра, провинциального значения — 26,8 километра, местного значения — 542,2 километра. Всего дорожно-транспортная инфраструктура занимает 5,31 % площади города.
| Класс дорог              | Общая протяжённость (км) | В хорошем состоянии (км) | В удовлетворительном состоянии (км) | В плохом состоянии (км) |
| ------------------------ | ------------------------ | ------------------------ | ----------------------------------- | ----------------------- |
| Национального значения   | 30,199                   | 17,633                   | 10,150                              | 2,416                   |
| Провинциального значения | 26,759                   | 10,596                   | 8,388                               | 7,775                   |
| Местного значения        | 542,193                  | 129,573                  | 284,648                             | 73,878                  |

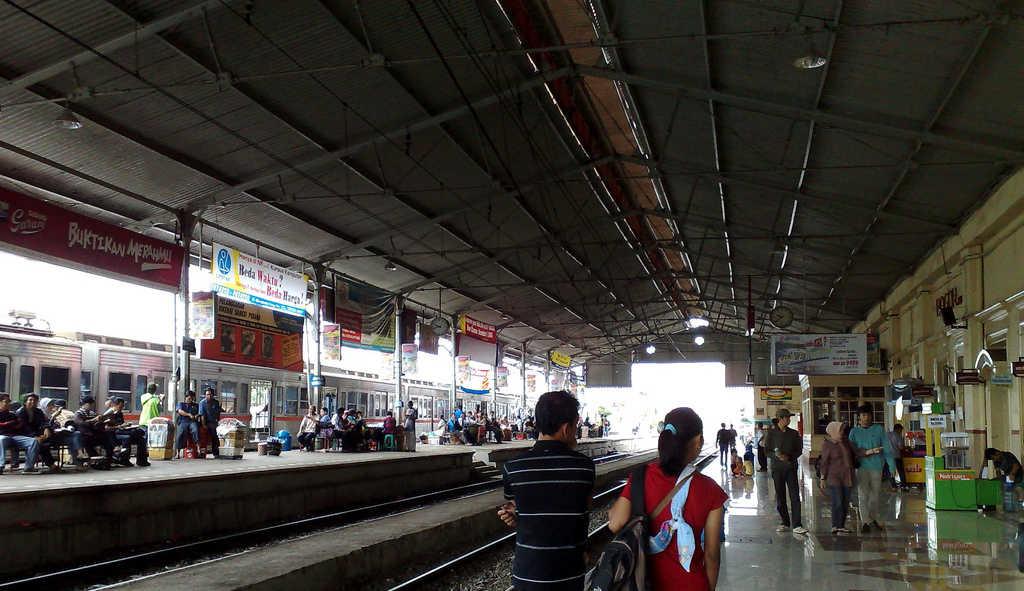
Богорский железнодорожный вокзал

В Богоре функционируют 22 городских маршрута общественного транспорта, обслуживаемых 3506 транспортными единицами — автобусами и микроавтобусами. Большая часть последних фактически представляет собой маршрутные такси, известные в Индонезии под традиционным названием ангко́т (индон. angkot — акроним от angkutan kota, буквально «городской транспорт, городские перевозки»). Кроме того, 10 автобусных маршрутов связывают город с ближайшими пригородами (4612 машин) и 40 — с другими городами Западной Явы (330 машин).
На территории города имеется два автотранспортных терминала — Баранангсиа́нг (индон. Baranangsiang) и Бубула́к (Bubulak). Площадь первого, обслуживающего междугородные и грузовые перевозки, составляет 22 100 м², второго, обслуживающего городские пассажирские маршруты, — 11 850 м².
Кроме того, существует отдельная станция для туристических автобусов и автобусов, курсирующих между Богором и ближайшим к нему аэропортом — джакартским Сукарно-Хатта, расположенным примерно в 55 километрах от города. Рейсы в аэропорт идут круглосуточно с интервалом в один час.

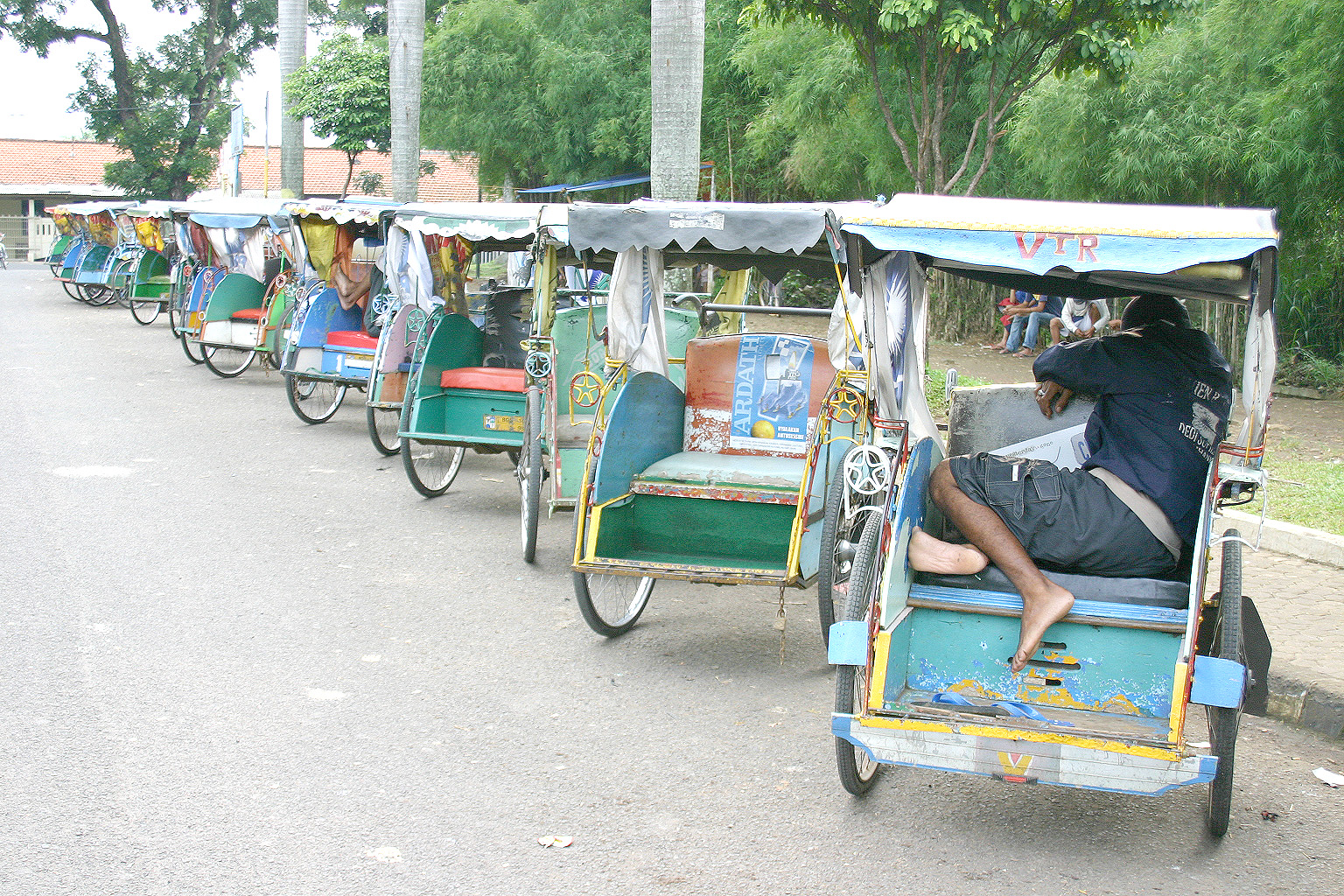
Парковка бечаков в центре Богора

Железнодорожный вокзал, построенный в 1881 году, обслуживает как электропоезда, так и поезда с дизельными локомотивами (около 70 отправлений и 70 прибытий ежедневно, пассажирооборот около 50 тысяч человек в сутки, значительную часть из которых составляют богорцы, работающие в столице).
В городе большой парк такси — как автомобилей, так и мотороллеров особой конструкции. Серьёзной проблемой для городских властей является большое количество нелицензированных такси, а также мотоциклистов, занимающихся частным извозом, известных как одже́ки (индон. ojek).
За последние годы в городе существенно увеличилась численность традиционных индонезийских велорикш — бе́чаков (индон. becak). В случае с ними проблема официальной регистрации также весьма актуальна: из более чем 2000 возниц, работающих в городе, лишь 1725 имеют лицензию на извоз (на октябрь 2009 года), что обуславливает частые полицейские облавы в местах их парковок.
В центральной части города сохраняется гужевой транспорт — традиционные яванские конные повозки де́лманы (индон. delman). Делманы пользуются большой популярностью среди посещающих город туристов, в связи с чем большая их часть курсирует, как правило, в районах летнего президентского дворца, ботанического сада и других достопримечательностей.

## Жилищно-коммунальное хозяйство и городское благоустройство

### Жилой фонд
Жилые строения занимают 26,46 % площади города, или 71,11 % его застроенной территории. Для центральной части Богора типичными являются многоэтажные (обычно 5—14 этажей) жилые дома, окраинные районы застроены преимущественно одно-двухэтажными домами.
Как в центре, так и на окраинах сохраняется строгая линейная планировка — жилые дома располагаются вдоль улиц, имея, как правило, чёткую последовательную нумерацию. При этом дома либо небольшие кварталы типовых коттеджей среднего и высокого класса с окружающей окультуренной территорией часто группируются в так называемые «жилые комплексы» (индон. kompleks perumahan), имеющие собственные названия. В конце 2000-х годов в городе насчитывалось более 90 подобных комплексов.
Резкий рост богорского населения в 1990-е — 2000-е годы за счёт приезда в город большого количества жителей окрестных районов привёл к существенному увеличению количества низкокачественного жилья сельского типа, преимущественно на городских окраинах. Часть подобного жилья общей площадью 2 119 440 м² (69 различных участков) официально классифицируется городскими властями как трущобы. Более половины трущоб находится в Северном Богоре — 1 242 490 м², наименьшее их количество зарегистрировано в Южном Богоре — 89 780 м².
Для расселения жителей трущобных районов городской администрацией развёрнута программа строительства дешёвого типового жилья — домов лёгкой сборной конструкции — в Западном Богоре. Смета программы составляет 29,7 миллиарда рупий (около 3,317 миллиона долларов США по курсу на начало сентября 2010 года), из которых 18,8 миллиарда выделяется из городского бюджета и 10,9 миллиарда инвестируется частными застройщиками. Предполагается, что установленная арендная плата — 200 000 рупий (22 доллара США) в год — сделает жильё доступным для большинства обитателей трущоб.

### Энергоснабжение
Обеспечение Богора электроэнергией осуществляется региональной структурой индонезийской Государственной электроэнергетической компании (индон. Perusahaan Listrik Negara), обслуживающей провинции Западная Ява и Бантен (штаб-квартира находится в Богоре). Энергопоставки осуществляются с более чем десяти региональных тепло- и гидроэлектростанций через две местные трансформаторные станции, расположенные в городских районах Чимахпа́р (индон. Cimahpar) и Чибило́нг (индон. Cibilong).
Обеспечена электрификация всего жилого фонда, кроме части стихийных трущобных застроек, подлежащих расселению. Уличным освещением по состоянию на 2007 год было обеспечено только 35,38 % городской территории (функционировало 4193 источника освещения), однако расширение соответствующей инфраструктуры происходит быстрыми темпами — на 10—15 % ежегодно.

### Водоснабжение
По состоянию на 2009 год только 47 % жителей Богора обеспечены чистой водопроводной водой через централизованную городскую систему водоснабжения, управляемую государственной компанией «Ти́рта Паку́ан» (индон. Tirta Pakuan).
Городская система водоснабжения осуществляет забор воды из реки Чисадане (1240 литров в секунду) и трёх природных источников: Ко́та-Ба́ту, Бента́р-Ка́мбинг и Тангки́л (410 литров в секунду). Её распределительная инфраструктура, имеющая общую протяжённость 741 километр, охватывает около 70 % городской территории, однако подключение к ней значительной части потенциальных потребителей представляется проблематичным по финансовым и техническим причинам. Более половины горожан пользуется общественными источниками воды (колонки, колодцы) либо — в наименее благоустроенных районах — естественными водоёмами.

### Уборка и переработка мусора
Службы по уборке мусора обслуживают 67 % городской территории. Объёмы собираемых твёрдых бытовых отходов составляют около 800 тысяч кубометров в год; более 70 % из них имеет органическое происхождение. Около 63 % отходов вывозят из жилых районов, 13 % — с рынков, 7 % — из магазинов, гостиниц и ресторанов, 5 % — с промышленных предприятий, 4 % — из мест общественного пользования и 7 % собирают в результате очистки улиц.
Около 90 % всех отходов захороняют на полигоне Галу́га, находящемся на территории Богорского округа, около 7 % перерабатывают в компост и около 3 % уничтожают в пяти мусоросжигательных печах, расположенных непосредственно в городе.

### Озеленение
Общая площадь зелёных насаждений составляет 205 тысяч м², из них 87 тысяч м² — Богорский ботанический сад, 19,4 тысячи м² — парки и скверы (35 мест), 17,2 тысячи м² — лесополосы (24 места) и 81,4 тысячи м² — посадки травы вдоль транспортных магистралей и на разделительных линиях (34 места).

### Кладбища
В Богоре имеется семь действующих кладбищ, названия которых совпадают с названиями соответствующих городских районов: Чиленде́к (индон. Cilendek), Каю́мани́с (Kayumanis), Си́тугеде́ (Situgede), Мульяха́рджа (Mulyaharja), Бленде́р (Blender), Дреде́д (Dreded), Гу́нунг-Гаду́нг (Gunung Gadung). Первые шесть имеют статус «общественных кладбищ» (индон. Tempat pemakaman umum), подразумевающий отсутствие каких-либо ограничений на захоронение по религиозному или этническому признаку. Вместе с тем, с учётом абсолютного преобладания среди богорского населения мусульман, они фактически являются мусульманскими. Могилы богорцев-христиан располагаются, как правило, либо на определённых участках этих кладбищ, либо на небольших кладбищах, прилегающих к некоторым городским церквам. Некоторые мечети также имеют небольшие участки для захоронений. Захоронения безымянных покойников, а также захоронения малоимущих за государственный счёт проводятся обычно на кладбище Каюманис.
Кладбище Гунунг-Гадунг является сугубо китайским, находящиеся там захоронения отличаются соответствующим этнокультурным своеобразием. В условиях обострения в Индонезии в 1990-е — 2000-е годы этноконфессиональных противоречий представители экстремистских националистических кругов неоднократно выступали с угрозами погромов этого кладбища, что обуславливает необходимость дополнительных мер безопасности на его территории.
Ввиду быстрого роста городского населения, обуславливающего повышение абсолютных показателей смертности, в феврале 2010 года городские власти приняли решение об увеличении территории трёх кладбищ — Каюманис, Ситугеде и Мульяхарджа: к каждому был придан дополнительный участок в 5 гектаров. До конца 2010 года запланировано увеличение территорий кладбищ Блендер и Дредед — на те же 5 гектаров у каждого. Кладбище Чилендек, расположенное ближе других к центру города и окружённое со всех сторон различными зданиями, расширению не подлежит.
В Богоре также имеется старинное голландское кладбище и несколько захоронений исторических лиц (подробнее см. в разделе «Достопримечательности»).

## Образование и наука

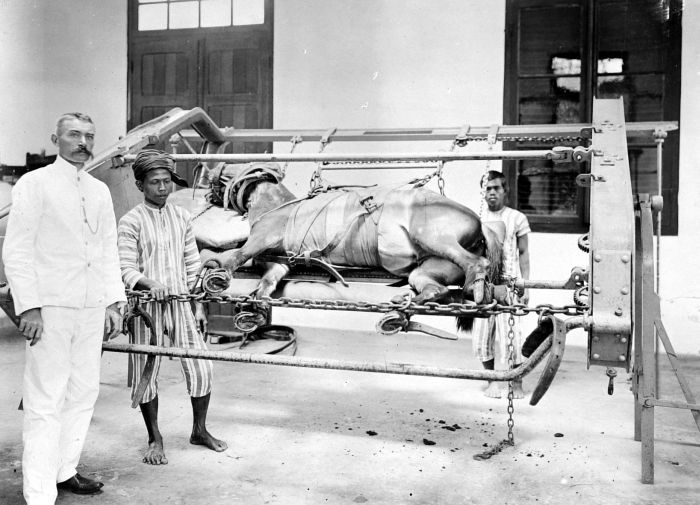
Ветеринарные училища и лаборатории существовали в Богоре ещё в период голландской колонизации. Фото 1907 года

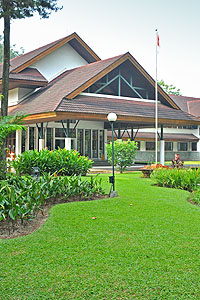
Штаб-квартира центра международных исследований лесов. Фото 2011 года

Богор принадлежит к числу основных научных и образовательных центров Индонезии. Значительная часть академической и исследовательской базы была заложена ещё в период голландской колонизации. В частности, с начала XIX века здесь создавались лаборатории и профессиональные училища, ориентированные прежде всего на повышение эффективности колониального сельского хозяйства. В конце XIX — начале XX веков были учреждены более крупные научные заведения — Исследовательский институт каучука и Исследовательский институт леса.
Подобный превалирующий профиль научно-исследовательской и академической деятельности был сохранён в Богоре и после обретения Индонезией независимости. Как во второй половине XX века, так и в 2000-е годы наиболее сильными направлениями оставались сельскохозяйственные науки, биология и ветеринария. Основным образовательным и научным центром, имеющим первостепенное национальное значение, является Богорский институт сельского хозяйства, в структуру которого, помимо учебных мощностей, входят десятки исследовательских центров и лабораторий.

### Образование
Средний уровень образования среди богорцев по индонезийским стандартам весьма высок. Грамотными является 98,7 % горожан.
| Образование                                              | Доля лиц в населении города (%) |
| -------------------------------------------------------- | ------------------------------- |
| Менее 6 классов                                          | 24,3                            |
| Начальная школа (1—6 классы)                             | 29,3                            |
| Средняя школа первой ступени (7—9 классы)                | 16                              |
| Средняя школа второй ступени (10—12 классы) или техникум | 23,2                            |
| Высшее (бакалавриат)                                     | 3,1                             |
| Учёная степень                                           | 4,1                             |

| Учебные заведения                         | Количество заведений (государственные/частные) | Количество учащихся, воспитанников (/) | Количество преподавателей, воспитателей (/) |
| ----------------------------------------- | ---------------------------------------------- | -------------------------------------- | ------------------------------------------- |
| Детские сады                              | 154 (1/153)                                    | 7194 (175/7019)                        | 765 (11/754)                                |
| Школы для детей с медицинскими проблемами | 9 (0/9)                                        | 408 (0/408)                            | 78 (0/78)                                   |
| Начальные школы                           | 288 (248/40)                                   | 97 794 (84 289/13 505)                 | 5004 (4267/737)                             |
| Средние школы первой ступени              | 115 (19/96)                                    | 43 153 (18 867/24 286)                 | 2634 (892/1742)                             |
| Средние школы второй ступени              | 50 (10/40)                                     | 22 349 (9450/12 899)                   | 1558 (566/992)                              |
| Техникумы                                 | 63 (нет данных)                                | 28 375 (3334/25 041)                   | 1826 (246/1580)                             |
| Вузы                                      | 15 (5/10)                                      | 16 998 (12 304/4694)                   | 1787 (1225/562)                             |

Самый крупный государственный вуз города — Богорский институт сельского хозяйства (индон. Institut Pertanian Bogor), главный сельскохозяйственный вуз страны, основанный в 1963 году на базе аграрного училища, которое было создано в XIX веке нидерландской колониальной администрацией. Наиболее крупные частные вузы — университеты Паку́ан (индон. Universitas Pakuan), Джуа́нда (Universitas Juanda), Ну́са-Ба́нгса (Universitas Nusa Bangsa), Ибн-Халду́н (Universitas Ibn Khaldun).
Помимо светских учебных заведений, в городе существует более 700 мусульманских школ-медресе, несколько христианских школ и колледжей.

### Наука
Богор — один из важнейших научных центров Индонезии. Особое значение имеют сельскохозяйственные исследования, ведущиеся здесь на базе Богорского сельскохозяйственного института, Богорского ботанического сада, а также более чем десяти лабораторий, не входящих в его структуру — почвоведческих, дендрологических, ветеринарных, ихтиологических и других.
В Богоре также находится Центр международных исследований лесов (англ. Center for International Forestry Research, CIFOR) — некоммерческая научная структура, действующая в рамках Консультативной группы по международным сельскохозяйственным исследованиям (англ. Consultative Group on International Agricultural Research, CGIAR).
Координация исследований, ведущихся в различных сельскохозяйственных лабораториях и научных центрах Богора, осуществляется в рамках действующего в городе Комитета по исследованиям и развитию сельского хозяйства, который является структурным подразделением министерства сельского хозяйства Индонезии (индон. Badan Penelitian dan Pengembangan Pertanian).
К числу основных направлений деятельности богорских учёных в конце 2000-х годов относились исследования в областях натуральных пестицидов и репеллентов, оптимизации междурядных культур, промышленного применения эфирных масел и алкалоидов естественного происхождения, повышения урожайности различных видов перца, совершенствования методов их консервирования и переработки.

## Культура
По насыщенности культурными учреждениями Богор занимает одно из ведущих мест среди городов Индонезии. В частности, некоторые из имеющихся здесь музеев относятся к числу старейших и крупнейших в стране — так, местный Зоологический музей был открыт в конце XIX века по распоряжению нидерландской колониальной администрации как дополнение к Ботаническому саду.
Основные музеи Богора
- Зоологический музей — открыт в 1894 году; тысячи экспонатов, значительная часть которых относится к колониальному периоду[120]
- Музей этноботаники (Museum Etnobotani) — открыт в 1982 году; более 2000 экспонатов[121]
- Музей земли (Museum Tanah) — открыт в 1988 году, представляет сотни образцов почв и горных пород из разных районов Индонезии[122]
- Музей борьбы (Museum Perjuangan) — открыт в 1957 году, посвящён истории индонезийского национально-освободительного движения[123]
- Музей ПЕТА (Museum Peta) — открыт в 1996 году, посвящён истории индонезийского военного ополчения ПЕТА (PETA, Pembela Tanah Air — «Защитники родины»), созданного в период Второй мировой войны японской оккупационной администрацией[124]

В помещениях президентского дворца, административных зданий и университетов систематически проводятся различные художественные выставки. В городе имеется драматический театр, десятки кинотеатров, девять из которых (по состоянию на середину 2010 года) оборудованы в соответствии с современными международными стандартами. Регулярно проходят фестивали народного творчества, другие массовые культурные мероприятия, а также конференции и семинары по культурной проблематике. Так, в 2008 году именно Богор был выбран местом проведения Конгресса индонезийской культуры (индон. Kongres Kebudayaan Indonesia).

## Здравоохранение
Первые медицинские учреждения были созданы в Богоре в первой половине XIX века в период нидерландской колонизации. К началу XX века здесь существовали гражданские больницы и военный госпиталь, а также крупная психиатрическая лечебница, для работы в которой, помимо голландских врачей, привлекались специалисты из других стран Европы и Северной Америки.
В 1930-е годы крупнейшим медучреждением стала больница Нидерландского общества Красного Креста, которая функционирует до сих пор как больница Индонезийского общества Красного Креста. Большая часть больниц и клиник, работающих в Богоре в конце 2000-х годов, построена в 1980-е—1990-е годы.
Городская система здравоохранения считается вполне благополучной по индонезийским меркам — основные показатели в этой области существенно превышают не только средние по стране, но и средние по Западной Яве, являющейся одной из наиболее развитых провинций Индонезии.
| Учреждения                                 | Количество |
| ------------------------------------------ | ---------- |
| Больницы                                   | 11         |
| Поликлиники                                | 0          |
| Клиники и приёмные врачей частной практики | 373        |
| Медпункты                                  | 51         |
| Аптеки и магазины лекарственных средств    | 134        |

| Специальность        | Количество |
| -------------------- | ---------- |
| Врачи общего профиля | 274        |
| Врачи узкого профиля | 99         |
| Стоматологи          | 122        |
| Санитарные врачи     | 74         |
| Рентгенологи         | 37         |
| Акушеры              | 141        |
| Диетологи            | 32         |
| Лаборанты            | 55         |
| Медсёстры и санитары | 710        |
| Фармацевты           | 63         |

Больницы Богора:
1. Больница Индонезийского общества красного креста (индон. Rumah Sakit Palang Merah Indonesia) — общего профиля, старейшая в городе
2. Больница «Ка́рья Бха́кти» (индон. Rumah Sakit Karya Bhakti) — общего профиля
3. Больница «Сала́к» (индон. Rumah Sakit Salak) — общего профиля
4. Больница «Чиа́ви» Индонезийского общества красного креста (индон. Rumah Sakit Ciawi) — общего профиля
5. Госпиталь ВВС «Ата́нг Санджа́я» (индон. Atang Sanjaya) — общего профиля, ведомственная
6. Богорский медицинский центр (англ. Bogor Medical Center) — общего профиля, частный
7. Исламская больница (индон. Rumah Sakit Islam) — общего профиля, только для мусульман
8. Больница «А́зра» (индон. Rumah Sakit Azra) — женская и детская
9. Больница «Мела́ния» (индон. Rumah Sakit Melania) — женская и детская
10. Больница «Херми́на» (индон. Rumah Sakit Palang Merah Indonesia) — женская и детская
11. Больница «Марзу́ки Ма́хди» (индон. Rumah Sakit Marzuki Mahdi) — инфекционная

## Средства массовой информации

### Печатные СМИ
В Богоре издаются две ежедневных городских газеты — «Рада́р Богор» (индон. Radar Bogor, основана в 1998 году, главный редактор — Асва́н Ахма́д (Aswan Ahmad)) и «Журна́л Богор» (Jurnal Bogor, основана в 2008 году, главный редактор — Алфиа́н Муджа́ни (Alfian Mujani)). Обе выходят на индонезийском языке, тиражи варьируются в пределах 25 тысяч экземпляров. Газеты имеют электронные версии.
В городе издаются также несколько журналов различной периодичности, а также научные альманахи ряда местных вузов. Кроме того, в богорских типографиях печатается часть тиража большинства западнояванских и некоторых общенациональных газет.

### Телевидение и радио
В Богоре действуют два городских телевизионных канала: «Богор-ТВ» (индон. Bogor TV) и «Мегасва́ра-ТВ» (Megaswara TV), передачи которых транслируются с расположенных здесь двух соответствующих передающих комплексов на канале 25 UHF на территорию города и близлежащие районы Западной Явы. Работают не менее 30 местных радиостанций, из которых 10 — в диапазоне AM, остальные — в диапазоне FM.

## Спорт
По состоянию на март 2010 года в богорском отделении Индонезийского национального комитета по спорту (индон. Komite Nasional Olahraga Indonesia) для участия в национальных и региональных соревнованиях различного уровня были зарегистрированы команды, представляющие 28 спортивных дисциплин. Уровень достижений местных спортсменов руководство отделения признаёт неудовлетворительным: так, по итогам XI Западнояванской провинциальной олимпиады, состоявшейся 4—13 июля 2010 года, вместо намеченных 42 золотых медалей городская команда завоевала только 13, завоевав в общем зачёте лишь 10-е место из 26 (также было завоёвано 12 серебряных и 20 бронзовых наград).
В городе имеется 15 спортивных организаций. Крупнейшей из них является Богорский футбольный союз (индон. Persatuan Sepakbola Bogor), возглавляемый действующим мэром города Диани Будиарто. Городская футбольная команда «ПСБ Богор» (индон. PSB Bogor) никогда не занимала призовых мест в национальных чемпионатах.
Городской многофункциональный стадион «Паджаджаран» (индон. Stadium Pajajaran) вмещает 25 тысяч зрителей.

## Туризм и достопримечательности

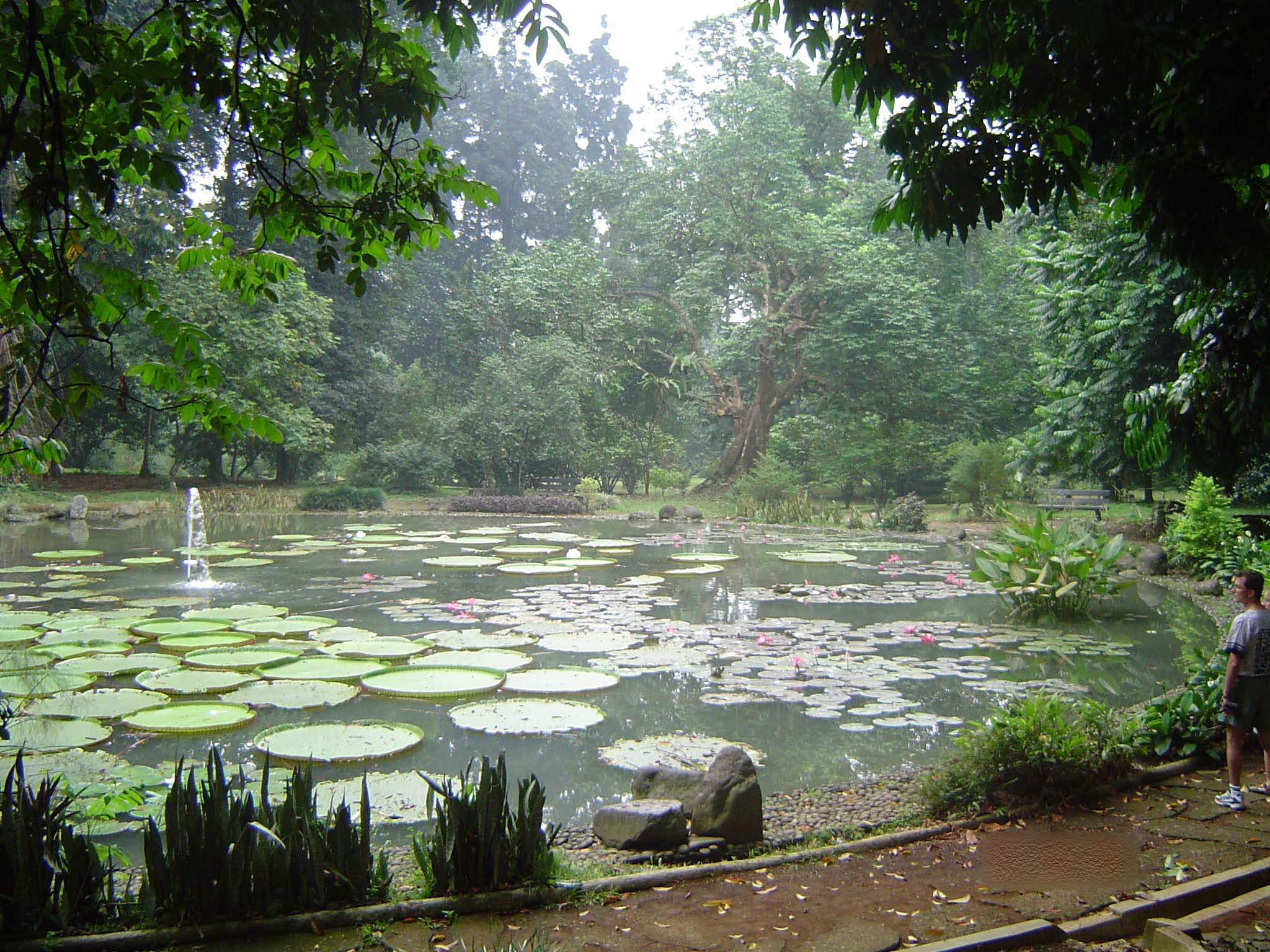
Ботанический сад — главная достопримечательность Богора

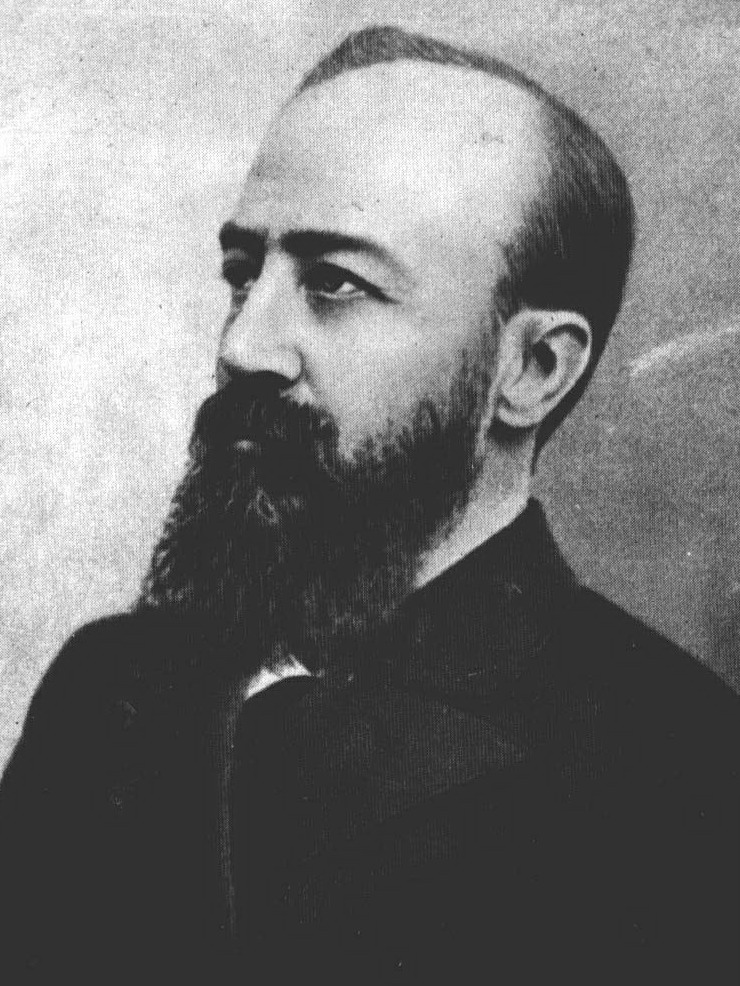
А. Н. Краснов — российский ботаник, проводивший исследования в Богорском ботаническом саду

Богор является одним из наиболее значительных центров туризма не только Явы, но и всей Индонезии — так, на общенациональной туристической выставке 2010 года в Джакарте он был признан наиболее привлекательным туристическим объектом страны в категории городов.
Ежегодно город и его ближайшие окрестности посещают около 1,8 миллиона человек, из них более 60 тысяч — иностранцы. Посетителей привлекают как историко-культурные достопримечательности города, так и окружающие его природные красоты — живописные горные склоны, озёра, чайные плантации. Притоку туристов способствуют благоприятные климатические условия, развитая транспортная, торговая и гостиничная инфраструктура.

### Богорский ботанический сад
Основан в 1817 году, представляет около 15 тысяч видов тропических растений. Площадь собственно ботанического сада в черте Богора составляет 87 гектаров, однако в 1866 году он был дополнен отделением в загородном местечке Чибода́с площадью 120 гектаров, что сделало его крупнейшим заведением подобного рода в мире.
Уже в конце XIX века сад приобрёл широкую международную известность, систематически посещался натуралистами различных стран для проведения научных исследований. Так, в Императорской Санкт-Петербургской Академии наук в этот период была учреждена специальная «бейтензоргская стипендия», позволявшая командировать молодых учёных для стажировок при ботаническом саде. В числе стипендиатов были такие российские ботаники, как Владимир Арнольди, Андрей Краснов, Михаил Местергази.

### Летний президентский дворец

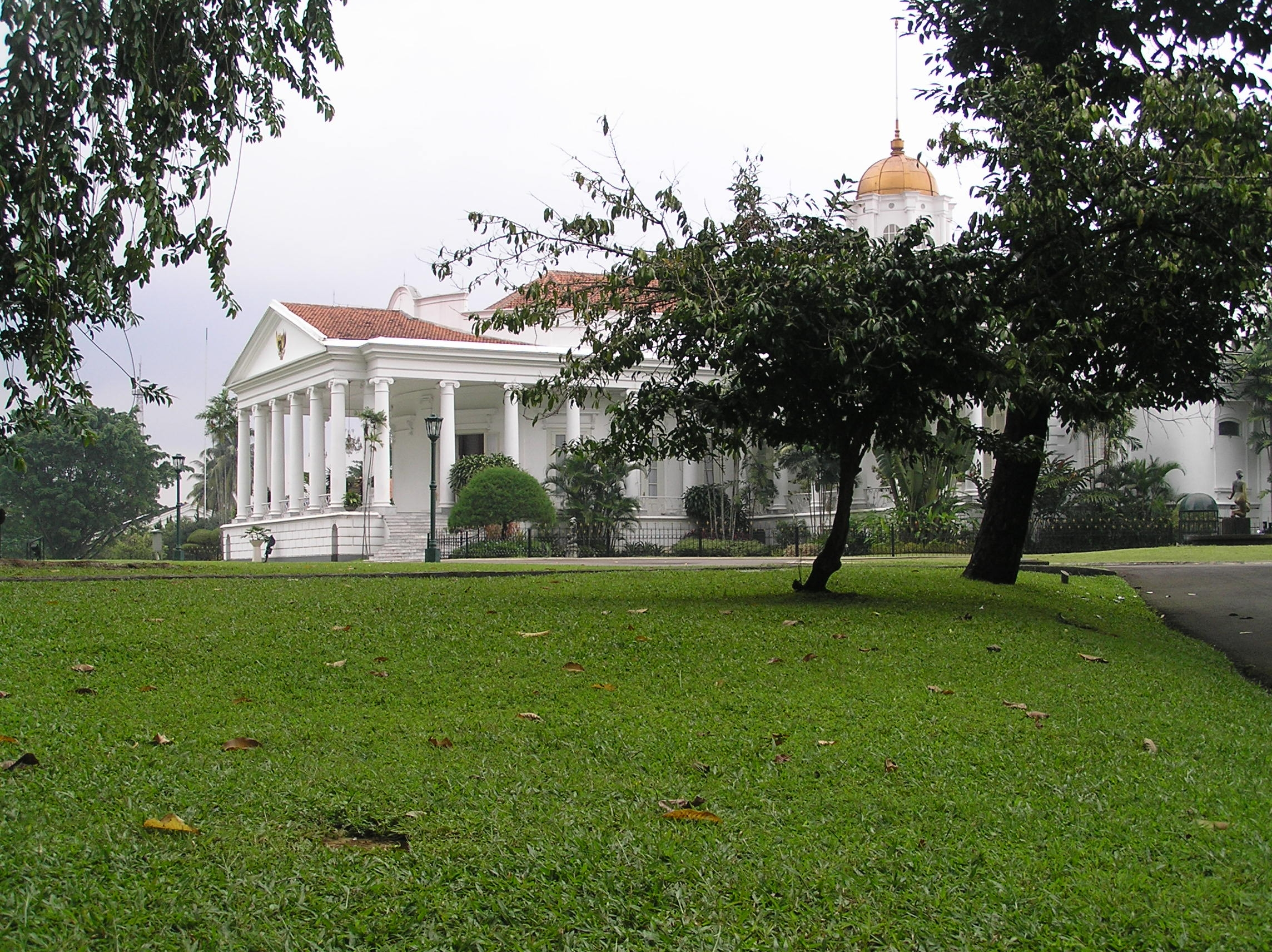
Бывшая резиденция нидерландского генерал-губернатора, ныне — летний дворец президента Индонезии

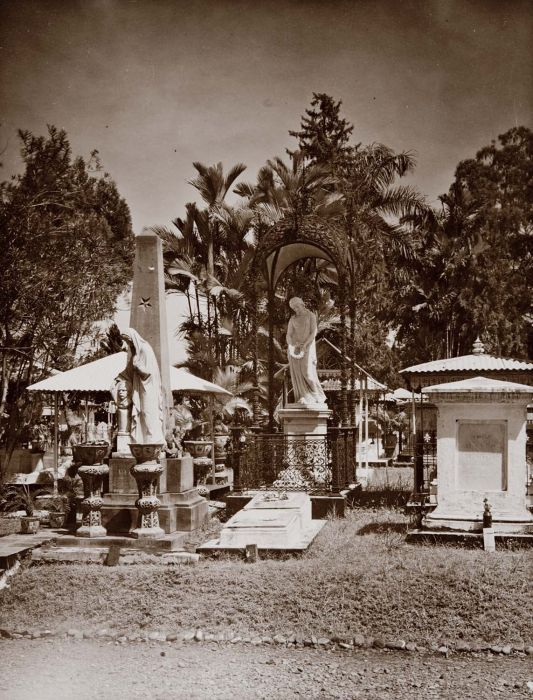
Голландское кладбище в Богоре. Фотография 1920-х годов

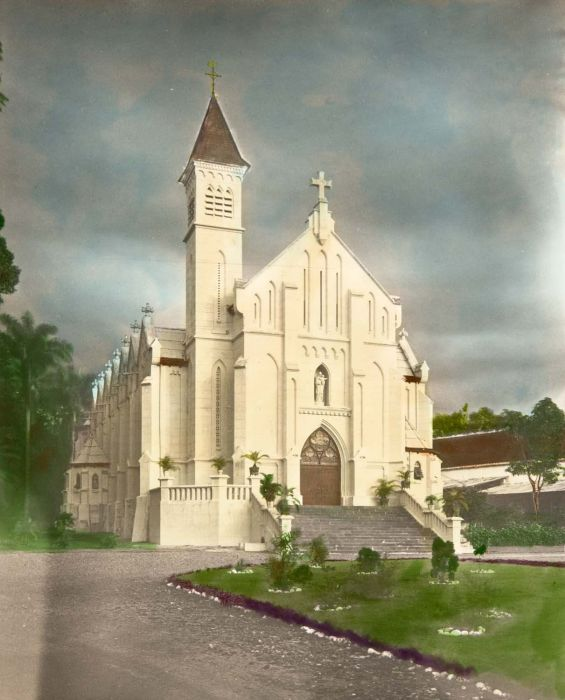
Кафедральный собор Богора. Фотография 1920-х годов

Построен в 1745 году как летняя резиденция нидерландского генерал-губернатора, в значительной степени перестроен после мощного землетрясения 1834 года. С начала 1950-х годов — летняя резиденция президентов Индонезии. Площадь — 18 492 м². Дворец окружён парком с небольшим водоёмом, общая площадь дворцового комплекса — 28 гектаров.
Парк открыт для публики большую часть года, сам дворец — периодически, обычно в дни празднования Дня города или Дня независимости Индонезии. Во дворце имеется коллекция изящных искусств — около 450 картин (в том числе две картины русского художника К. Е. Маковского) и 360 скульптур. Периодически в дворцовых помещениях проводятся выставки и различные протокольные мероприятия. В парке обитает стадо ручных оленей.

### Прасасти
На территории города и в его ближайших окрестностях имеются десятки прасасти — средневековых каменных стел и таблиц с летописными записями (см. раздел «История»). Пятнадцать прасасти, представляющих наибольшую историко-культурную ценность, собраны в специальном павильоне в местечке Ба́туту́лис.

### Озеро Геде
Живописное озеро площадью 6 гектаров — самый крупный из городских водоёмов — расположено в западной части города. Является частью гидросистемы, включающей несколько более мелких озёр и прудов, находящихся в черте Богора и за его пределами.
По берегам расположены заповедный лесной массив, подведомственный министерству лесного хозяйства Индонезии, а также лесопарк и зоны отдыха. В заповедной части расположены несколько научно-исследовательских объектов, находящихся в ведении администрации Богорского ботанического сада или Богорского сельскохозяйственного института, а также Центр международных исследований лесов (см. раздел «Наука и образование»). В зонах отдыха организуются спортивные мероприятия, лодочные прогулки и рыбалка.

### Старинные кладбища и могилы исторических деятелей

#### Голландское кладбище
Кладбище, в настоящее время находящееся на территории Богорского батанического сада, было создано более чем за три десятилетия до закладки парка — самое старое из сохранившихся захоронений датировано 1784 годом.
На кладбище 42 могилы, в которых похоронены нидерландские колониальные чиновники, военные, учёные, служившие в Богоре, Джакарте и других городах Западной Явы с конца XVIII по начало XX веков, а также члены их семей. Кроме того, здесь находится памятник Оливии Раффлз, жене руководителя временной британской администрации Нидерландской Ост-Индии Томаса Раффлза, умершей и похороненной в 1814 году в Джакарте. Многие надгробия и памятники выполнены на высоком художественном уровне.

#### Могилы эпохи королевства Сунда
На территории Богорского ботанического сада в непосредственной близости от голландского кладбища расположены три могилы раннего периода королевства Сунда (XV век). В них похоронены жена правителя Силиванги, считающегося основателем Богора (см. раздел «История») — Галу́х Мангку́ А́лам (индон. Galuh Mangku Alam), и двое его приближённых — визирь Ба́ул (индон. Ba'ul) и полководец Джа́пра (индон. Japra). Могилы почитаются многими богорцами, считающими похороненных в них покровителями города.

#### Могила Радена Салеха
Могила одного из основателей национальной индонезийской школы живописи Раде́на Сале́ха (индон. Raden Saleh), умершего в 1880 году в Богоре (родился в 1814 году).
Находится не на кладбище, а на одной из центральных улиц города. Интерес к посещению могилы вызван как высокой популярностью творчества художника, так и загадочными обстоятельствами его смерти (по одной из версий, был отравлен). В апреле 2008 года у могилы был открыт культурно-информационный центр, содержащий экспозицию репродукций работ Радена Салеха, а также копий его картин, выполненных современными индонезийскими живописцами.

### Религиозные сооружения различных конфессий
- Богорская соборная мечеть. Построена в 1979 году. К мечети прилегает Богорский центр развития и изучения ислама и публичная библиотека[154].
- Церковь Пресвятой Девы Марии. Кафедральный собор епархии Богора, построен в 1896—1905 годах. Один из старейших действующих католических храмов Индонезии[155].
- Буддистский храм Фудэ-мяо (Хоктэк-био) (福德廟). Построен в 1672 году в классическом южнокитайском стиле. Первый буддистский храм Богора, один из старейших в Индонезии[156].

## Города-побратимы
- Шэньчжэнь, Китай — побратимские отношения установлены в 2005 году[157].
- Сент-Луис, США — побратимские отношения установлены в 2007 году[158].
- Гёдёллё, Венгрия — побратимские отношения установлены в 2008 году[159].